# Salvador Dalí
Salvador Domingo Felipe Jacinto Dalí i Domènech, marqués de Dalí de Púbol (Figueras, 11 de mayo de 1904-Figueras, 23 de enero de 1989), fue un pintor, escultor, grabador, escenógrafo y escritor español del siglo XX. Se le considera uno de los máximos representantes del surrealismo.
Salvador Dalí es conocido por sus impactantes y oníricas imágenes surrealistas. Sus habilidades pictóricas se suelen atribuir a la influencia y admiración por el arte renacentista. También fue un experto dibujante. Los recursos plásticos dalinianos también abordaron el cine, la escultura y la fotografía, lo cual le condujo a numerosas colaboraciones con otros artistas audiovisuales. Tuvo la capacidad de acrisolar un estilo genuinamente personal y palpable al primer contacto, que en realidad era muy ecléctico y que «succionó» de innovaciones ajenas. Una de sus pinturas más célebres es La persistencia de la memoria (también conocida como Los relojes blandos), realizada en 1931.
Como artista extremadamente imaginativo, manifestó una notable tendencia al narcisismo y la megalomanía, cuyo objetivo era atraer la atención pública. Esta conducta irritaba a quienes apreciaban su arte y justificaba a sus críticos, los cuales rechazaban sus conductas excéntricas como un reclamo publicitario ocasionalmente más llamativo que su producción artística. Dalí atribuía su «amor por todo lo que es dorado y resulta excesivo, su pasión por el lujo y su amor por la moda oriental» a un autoproclamado «linaje arábigo», que remontaba sus raíces a los tiempos de la dominación árabe de la península ibérica.

… que no conozca el significado de mi arte no significa que no lo tenga…

La única diferencia entre un loco y yo es que yo no estoy loco.
Salvador Dalí

## Biografía

### Infancia

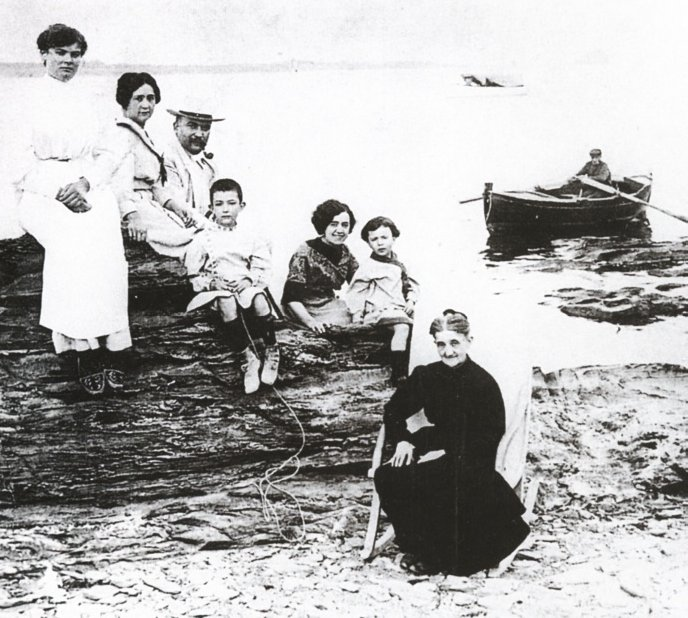
La familia Dalí en 1910: desde la izquierda, su tía María Teresa, sus padres, su tía Catalina (segunda esposa de su padre), su hermana Ana María y su abuela Ana.

Salvador Dalí nació a las 8:45 horas del 11 de mayo de 1904, en el número 20 de la calle Monturiol, en Figueras, provincia de Gerona, en la comarca catalana del Ampurdán, cerca de la frontera con Francia. El hermano mayor de Dalí, también llamado Salvador (nacido el 12 de octubre de 1901 y bautizado como Salvador Galo Anselmo), había muerto de un «catarro gastroenterítico infeccioso» unos nueve meses antes (el 1 de agosto de 1903). Esto marcó mucho al artista posteriormente, quien llegó a tener una crisis de personalidad, al creer que él era la copia de su hermano muerto. Su padre, Salvador Dalí i Cusí, era abogado de clase media y notario, de carácter estricto suavizado por su mujer Felipa Domènech i Ferrés, quien alentaba los intereses artísticos del joven Salvador. Con cinco años, sus padres lo llevaron a la tumba de su hermano y le dijeron que él era su reencarnación, una idea que él llegó a creer. De su hermano, Dalí dijo:

... nos parecíamos como dos gotas de agua, pero dábamos reflejos diferentes... Mi hermano era probablemente una primera visión de mí mismo, pero según una concepción demasiado absoluta.

Dalí también tuvo una hermana, Anna Maria Dalí, cuatro años más joven que él. En 1949 ella publicó un libro sobre su hermano, titulado Dalí visto por su hermana. En su infancia, Dalí trabó amistad con futuros jugadores del F. C. Barcelona, como Emilio Sagi Liñán o Josep Samitier. En época de vacaciones, en el floreciente Cadaqués, el trío pasaba mucho tiempo jugando al fútbol.
En 1916 descubrió la pintura contemporánea durante una visita familiar a Cadaqués, donde conoció a la familia de Ramón Pichot, un artista local que viajaba regularmente a París, la capital del arte del momento. Siguiendo los consejos de Pichot, su padre lo envió a clases de pintura con el maestro Juan Núñez. Al año siguiente, su padre organizó una exposición de sus dibujos al carboncillo en la casa familiar. En 1919, con catorce años, Dalí participó en una exposición colectiva de artistas locales en el teatro municipal de Figueras y en otra en Barcelona, auspiciada por la Universidad, en la que recibió el premio Rector de la Universidad.
En 1919, cuando cursaba sexto de bachillerato en el instituto Ramón Muntaner, editaron entre varios amigos la revista mensual Studium. En esta publicación se incluían ilustraciones, textos poéticos y una serie de artículos sobre pintores como Goya, Velázquez o Leonardo da Vinci.
En febrero de 1921 su madre murió a consecuencia de un cáncer de útero. Dalí tenía dieciséis años. Sobre la muerte de su madre diría más tarde que fue «el golpe más fuerte que he recibido en mi vida. La adoraba. No podía resignarme a la pérdida del ser con quien contaba para hacer invisibles las inevitables manchas de mi alma..». Tras su muerte, el padre de Dalí contrajo matrimonio con la hermana de su esposa fallecida. Dalí nunca aprobó este hecho.
|  |                             |  |  |  |  |  |  |  |  |  |  |  |  |  |  |  |
|  | Gal Dalí i Viñas            |  |  |  |  |  |  |  |  |  |  |  |  |  |  |  |
|  |                             |  |  |  |  |  |  |  |  |  |  |  |  |  |  |  |
|  |                             |  |  |  |  |  |  |  |  |  |  |  |  |  |  |  |
|  | Salvador Dalí i Cusí        |  |  |  |  |  |  |  |  |  |  |  |  |  |  |  |
|  |                             |  |  |  |  |  |  |  |  |  |  |  |  |  |  |  |
|  |                             |  |  |  |  |  |  |  |  |  |  |  |  |  |  |  |
|  | Teresa Cusí i Marcó         |  |  |  |  |  |  |  |  |  |  |  |  |  |  |  |
|  |                             |  |  |  |  |  |  |  |  |  |  |  |  |  |  |  |
|  |                             |  |  |  |  |  |  |  |  |  |  |  |  |  |  |  |
|  | Salvador Dalí i Domènech    |  |  |  |  |  |  |  |  |  |  |  |  |  |  |  |
|  |                             |  |  |  |  |  |  |  |  |  |  |  |  |  |  |  |
|  |                             |  |  |  |  |  |  |  |  |  |  |  |  |  |  |  |
|  | Anselm Domènech i Serra     |  |  |  |  |  |  |  |  |  |  |  |  |  |  |  |
|  |                             |  |  |  |  |  |  |  |  |  |  |  |  |  |  |  |
|  |                             |  |  |  |  |  |  |  |  |  |  |  |  |  |  |  |
|  | Felipa Domènech i Ferrés    |  |  |  |  |  |  |  |  |  |  |  |  |  |  |  |
|  |                             |  |  |  |  |  |  |  |  |  |  |  |  |  |  |  |
|  |                             |  |  |  |  |  |  |  |  |  |  |  |  |  |  |  |
|  | María Anna Ferrés i Sadurní |  |  |  |  |  |  |  |  |  |  |  |  |  |  |  |
|  |                             |  |  |  |  |  |  |  |  |  |  |  |  |  |  |  |
|  |                             |  |  |  |  |  |  |  |  |  |  |  |  |  |  |  |

### Juventud en Madrid y París
En 1922 Dalí se alojó en la célebre Residencia de Estudiantes de Madrid para comenzar sus estudios en la Real Academia de Bellas Artes de San Fernando. Dalí enseguida atrajo la atención por su carácter de excéntrico dandi. Lucía una larga melena con patillas, gabardina, medias y polainas al estilo de los artistas victorianos. Sin embargo, fueron sus pinturas, en las que Dalí tanteaba el cubismo, las que llamaron la atención de sus compañeros de residencia y academia, entre los que se incluían futuras figuras del arte español, como Maruja Mallo, Federico García Lorca y Luis Buñuel. En aquella época, es posible que Dalí no entendiese completamente los principios cubistas: sus únicas fuentes eran artículos publicados en la prensa y un catálogo que le había dado Pichot, puesto que en el Madrid de aquella época no había pintores cubistas.
El 21 de mayo de 1924, Salvador Dalí sería detenido durante la visita de Alfonso XIII a Figueras. Estuvo doce días encarcelado en la prisión de Gerona (probablemente también en Figueras), obviándose en su expediente el motivo de detención. Algunas fuentes indican este hecho como represalia a las declaraciones antimonárquicas de su padre.Ese mismo año, un todavía desconocido Salvador Dalí ilustró un libro por primera vez. Era una publicación del poema en catalán Les Bruixes de Llers, de uno de sus amigos de la residencia, el poeta Carles Fages de Climent. Dalí pronto se familiarizó con el dadaísmo, influencia que lo marcó el resto de su vida. En la residencia también trabó una apasionada relación con el joven Lorca, pero Dalí terminó rechazando los amorosos reclamos del poeta.

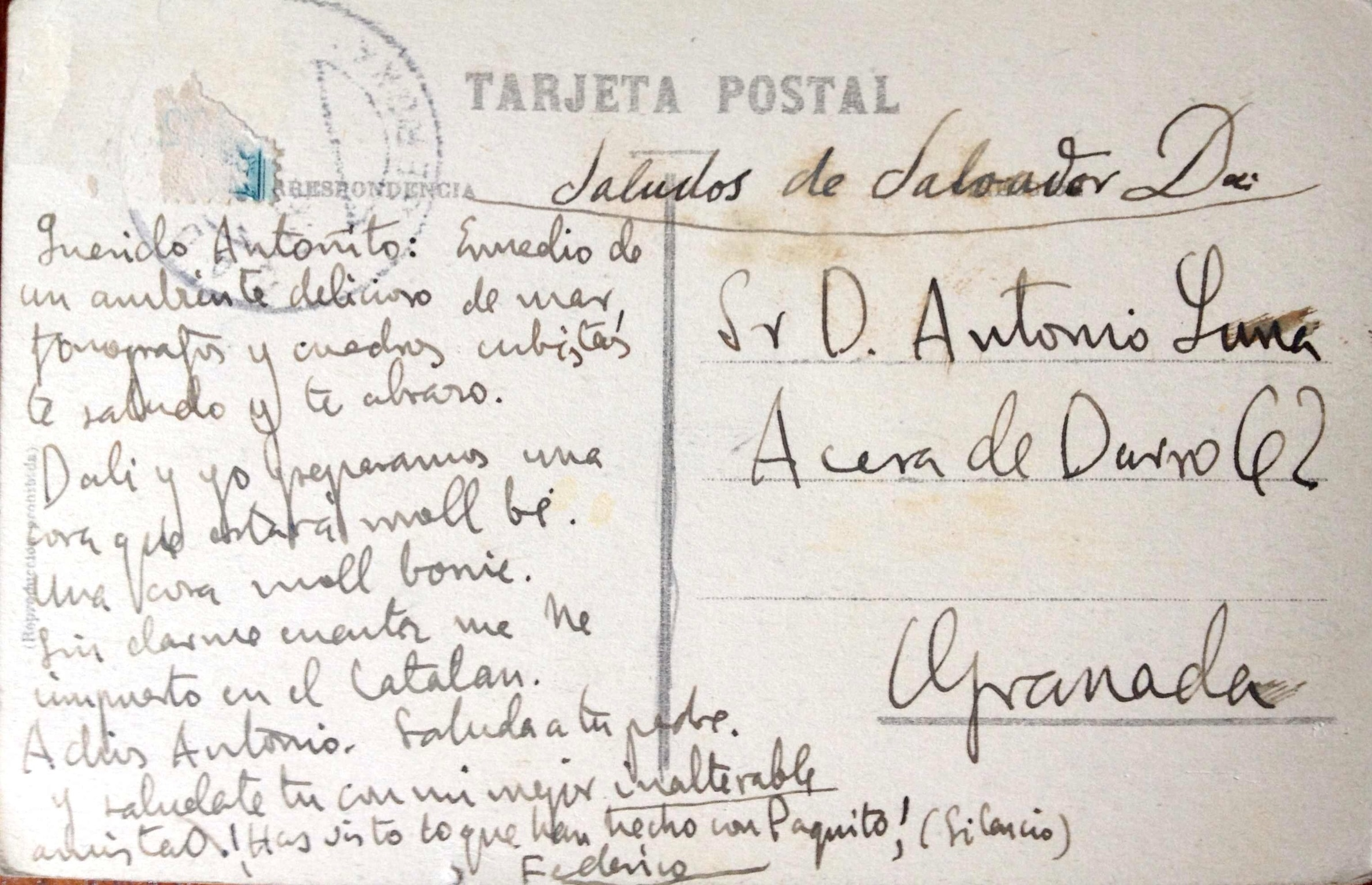
Postal de Federico García Lorca y Salvador Dalí a Antonio de Luna García.

Dalí fue expulsado de la Academia en 1926, poco antes de sus exámenes finales, por afirmar que no había nadie en ésta en condiciones de examinarlo. La maestría de sus recursos pictóricos se refleja en su impecablemente realista Cesta de pan, pintada en 1926. Ese mismo año, visitó París por primera vez, donde conoció a Pablo Picasso, a quien el joven Dalí admiraría profundamente. Picasso ya había recibido algunos comentarios elogiosos sobre Dalí de parte de Joan Miró. Con el paso del tiempo y el desarrollo de un estilo propio, Dalí se convirtió a su vez en una referencia y en un factor influyente en la pintura de estos.
Algunas de las características de la pintura de Dalí de aquella época se convirtieron en distintivas para toda su obra posterior. Dalí absorbía las influencias de muchos estilos artísticos, desde el academicismo clásico a las vanguardias más rompedoras. Sus influencias clásicas pasaban por Rafael, Bronzino, Zurbarán, Vermeer y, por supuesto, Velázquez. Alternaba técnicas tradicionales con sistemas contemporáneos, a veces en una misma obra. Las exposiciones de su obra realizadas en Barcelona en aquella época atrajeron gran atención, en la que se mezclaban las alabanzas y los debates suscitados por una crítica dividida.
En aquella época, Dalí se dejó crecer un vistoso mostacho que imitaba al del célebre pintor Diego Velázquez, y que se convertiría en uno de sus distintivos personales el resto de su vida.

### De 1929 a la Segunda Guerra Mundial

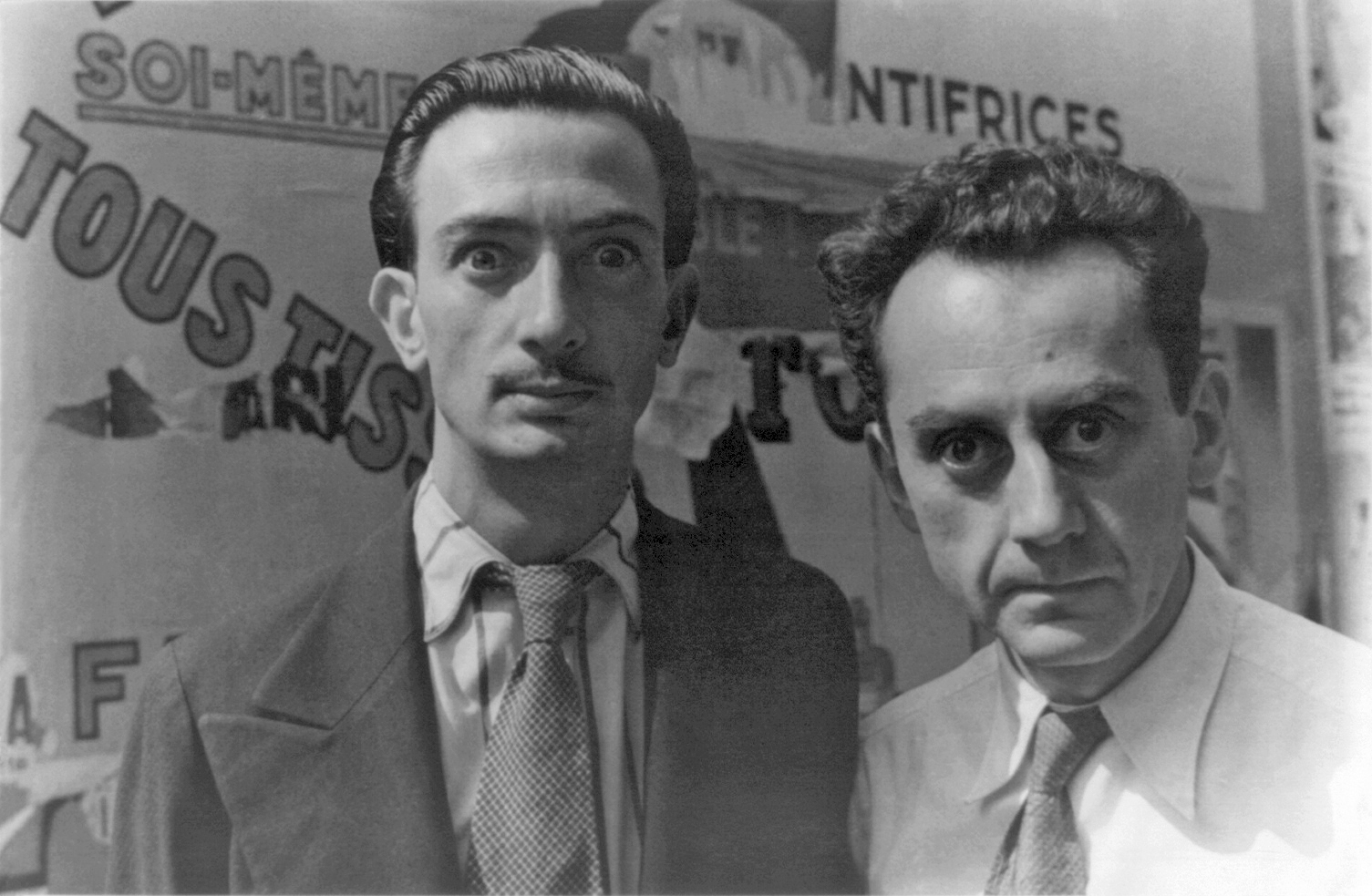
Las miradas alucinadas de Dalí (izquierda) y su camarada en el surrealismo, Man Ray, en París, el 16 de junio de 1934, según fotografía de Carl Van Vechten.

En 1929 Dalí colaboró con el director de cine Luis Buñuel, amigo de la residencia de estudiantes, en la redacción del polémico cortometraje Un chien andalou, en el que se mostraban escenas propias del imaginario surrealista. Dalí afirmó haber desempeñado un papel esencial en el rodaje del filme, sin que este extremo se haya visto confirmado por la historiografía del arte contemporáneo. En agosto de ese mismo año conoció a su musa y futura esposa Gala. Nacida con el nombre de Elena Ivanovna Diakonova, era una inmigrante rusa, once años mayor que él, en aquel tiempo casada con el poeta francés Paul Éluard. Ese mismo año, Dalí continuó exponiendo regularmente, ya como profesional, y se unió oficialmente al grupo surrealista afincado en el barrio parisino de Montparnasse. Durante los dos años siguientes, su trabajo influyó enormemente en el rumbo del surrealismo, que lo aclamó como creador del método paranoico-crítico, el cual, según se decía, ayudaba a acceder al inconsciente, liberando energías artísticas creadoras.

A los veintisiete años, recién llegado a París, realicé, en colaboración con Buñuel, dos películas que han pasado a la historia: Un perro andaluz y La Edad de Oro. Después, Buñuel trabajó solo y dirigió otras dos películas, con lo que me hizo el inestimable servicio de revelar al público a quién se debía el aspecto genial y a quién el aspecto primario de Un perro andaluz y de La Edad de Oro. Si llego a rodar mi película, quiero asegurarme de que será de principio a fin, sin interrupción, un prodigio, pues no vale la pena molestarse para ir a ver espectáculos que no sean sensacionales. Cuanto más numeroso sea mi público, más dinero proporcionará la película a su autor, con tanta justicia bautizado Avida Dollars.
Salvador Dalí, junio de 1953

En el ámbito doméstico, la relación de Dalí con su padre estaba próxima a la ruptura. Salvador Dalí i Cusí se oponía al romance del joven artista con Gala, y condenaba su vinculación con los artistas del surrealismo por considerarlos —como buena parte de la opinión pública de la época— elementos tendentes a la degeneración moral. La tensión fue en aumento hasta culminar en un enfrentamiento personal, a raíz de una noticia sobre Dalí publicada en la prensa, en la que se refería que un dibujo de un Sagrado Corazón de Jesucristo expuesto en París por el joven mostraba una inscripción en la que se leía: «En ocasiones, escupo en el retrato de mi madre para entretenerme». Ultrajado, su padre demandó una satisfacción pública. Dalí se negó, quizá por temor a ser expulsado del grupo surrealista, y fue echado violentamente de casa el 28 de diciembre de 1929. Su padre lo desheredó y le prohibió regresar jamás a Cadaqués. Posteriormente, Dalí describió cómo en el curso de este episodio le presentó a su padre un preservativo usado conteniendo su propio esperma, con las palabras: «Toma. ¡Ya no te debo nada!». El verano siguiente, Dalí y Gala alquilaron la pequeña cabaña de un pescador en una bahía cerca de Portlligat. Compró el terreno, y a lo largo de los años fue ampliándola hasta convertirla en su fastuosa villa junto al mar, hoy reconvertida en casa-museo. Gala y Dalí se casaron en 1934 en una ceremonia civil en París, y volverían a hacerlo por el rito católico el 8 de agosto de 1958 en el Santuario de los Ángeles, provincia de Gerona, al que llegaron en un Cadillac, hoy expuesto en el Teatro-Museo Dalí.

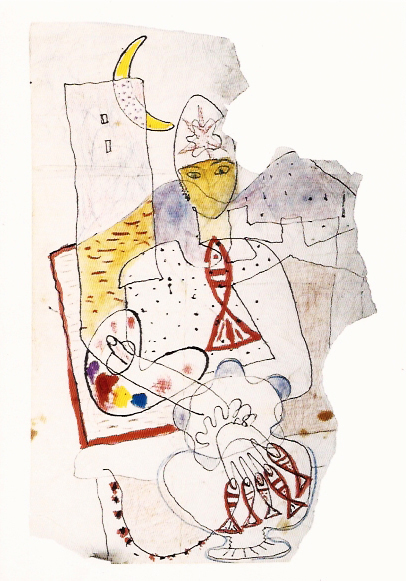
Retrato de Salvador Dalí, Federico García Lorca (1927).

En 1931 Dalí pintó una de sus obras más célebres, La persistencia de la memoria (también llamada Los relojes blandos), obra en la que según algunas teorías ilustró su rechazo del tiempo como una entidad rígida o determinista. Esta idea se ve apoyada por otras imágenes de la obra, como el extenso paisaje, o algunos relojes de bolsillo devorados por insectos. Los insectos, por otra parte, formarían parte del imaginario daliniano como una entidad destructora natural y, tal como explicó en sus memorias, venía determinada por un recuerdo de infancia.
Dalí llegó a Estados Unidos gracias al marchante Julien Levy en 1934. La exposición de algunas obras de Dalí —incluida la célebre Persistencia de la memoria— levantó un enorme revuelo en Nueva York. Se organizó un baile en su honor, el Dalí Ball, al que compareció llevando una caja de cristal colgada sobre el pecho con un sostén dentro. Ese mismo año, Dalí y Gala ofrecieron un baile de máscaras en Nueva York, cortesía de la heredera Caresse Crosby. Fueron disfrazados del bebé Lindbergh y su secuestrador, en alusión a un dramático suceso reciente. El escándalo levantado en la prensa fue tan notable que Dalí pidió disculpas públicamente. Al regresar a París, debió explicarse ante los surrealistas que no entendieron por qué se había disculpado por un acto considerado surrealista.
Aunque la mayor parte del surrealismo se había adscrito a ideas políticas de izquierda, Dalí mantenía una posición que se juzgaba ambigua en la cuestión de las relaciones entre arte y activismo político. Los líderes del movimiento, principalmente André Breton, lo acusaron de defender lo «nuevo» e «irracional» del fenómeno hitleriano, acusación que Dalí refutó afirmando que «no soy un hitleriano ni de hecho ni de intención». Dalí insistía en que el surrealismo podía existir en un contexto apolítico, y se negó a denunciar públicamente el régimen fascista alemán. Este y otros factores le hicieron perder su prestigio entre sus camaradas artistas, y a finales de 1934 Dalí fue sometido a un «juicio surrealista», del cual resultó su expulsión del movimiento. A esto, Dalí respondió con su célebre réplica: «Yo soy el surrealismo».
Sin embargo, en 1936, Dalí volvió a participar en una exposición surrealista, esta vez de índole internacional, celebrada en Londres. Su conferencia, titulada Fantômes paranoiques authentiques, fue impartida con un traje de buzo, casco incluido. Llegó a la conferencia con un taco de billar y un par de sabuesos rusos, y en su transcurso tuvo que retirarse el casco para poder tomar aire. Comentó al respecto que «simplemente quería mostrar que estaba sumergiéndome profundamente en la mente humana».
En aquel entonces, el mecenas de Dalí era el muy adinerado Edward James, que había colaborado generosamente al ascenso del artista comprándole numerosas obras y prestándole dinero durante dos años. Se convirtieron en buenos amigos, tanto es así que James aparece en la pintura de Dalí Cisnes reflejando elefantes. Colaboraron igualmente en la creación de dos de los iconos más representativos del movimiento: el Teléfono Langosta y el sofá de los labios de Mae West. 
En 1939, Breton acuñó el anagrama despectivo «Avida Dollars» para criticar la pasión de Dalí por el dinero. Esta sarcástica referencia a su pujante negocio del arte también pretendía acusarle de cultivar la megalomanía mediante la fama y el dinero. Algunos de los surrealistas comenzaron incluso a hablar de Dalí en pretérito perfecto, como si ya hubiera fallecido. Algunos grupos surrealistas, y miembros adscritos posteriormente, como Ted Joans, mantuvieron contra Dalí una enconada polémica que llegó hasta el día de su muerte (y aún más adelante).

### Salvador Dalí y la moda
El vestido con los bolsillos cajón fue el primer proyecto colaborativo entre Salvador Dalí y su amiga Elsa Schiaparelli. El artista regaló a la diseñadora un dibujo realizado en 1936 e inspirado en su propia obra Ciudad de cajones, El escritorio antropomórfico. En él se observa un cuerpo desnudo de una mujer compuesto de varios cajones. Dos de los cajones están situados en el pecho y el cajón de la zona genital tiene una cerradura. El dibujo que Dali entregó a Elsa no tenía el cajón en la zona genital y Elsa lo reinterpretó creando un traje para la temporada de invierno de 1936-37, ajustando la posición de los cajones de manera simétrica en la chaqueta del modelo. Este abrigo fue fotografiado por Cecil Beaton para la edición de Vogue de septiembre de 1936.[cita requerida]

### Estancia en Nueva York
En 1940, con la Segunda Guerra Mundial arrasando Europa, Dalí y Gala huyeron a los Estados Unidos, donde vivieron durante ocho años. Después de la mudanza, Dalí retomó su antiguo catolicismo. «Durante ese período», informan Robert y Nicholas Descharnes, «Dalí nunca dejó de escribir».
En 1941 Dalí entregó un guion cinematográfico a Jean Gabin, titulado Moontide (en español, Marea lunar). En 1942 publicó su autobiografía, La vida secreta de Salvador Dalí. Escribía regularmente para los catálogos de sus exposiciones, como la organizada en la Knoedler Gallery de Nueva York en 1943. En ese artículo exponía que

el surrealismo habrá servido por lo menos para dar una prueba experimental de que la total esterilidad de los intentos por automatizar han llegado demasiado lejos y han llevado a un sistema totalitario... La pereza contemporánea, y la total falta de técnica, han alcanzado su paroxismo en la significación psicológica del uso actual de la institución universitaria.

También escribió una novela, titulada Hidden Faces y publicada en 1944, sobre un salón de moda para automóviles. De ahí surgió una caricatura de Erdwin Cox, del The Miami Herald, que presentaba a Dalí luciendo un automóvil como vestido de fiesta.

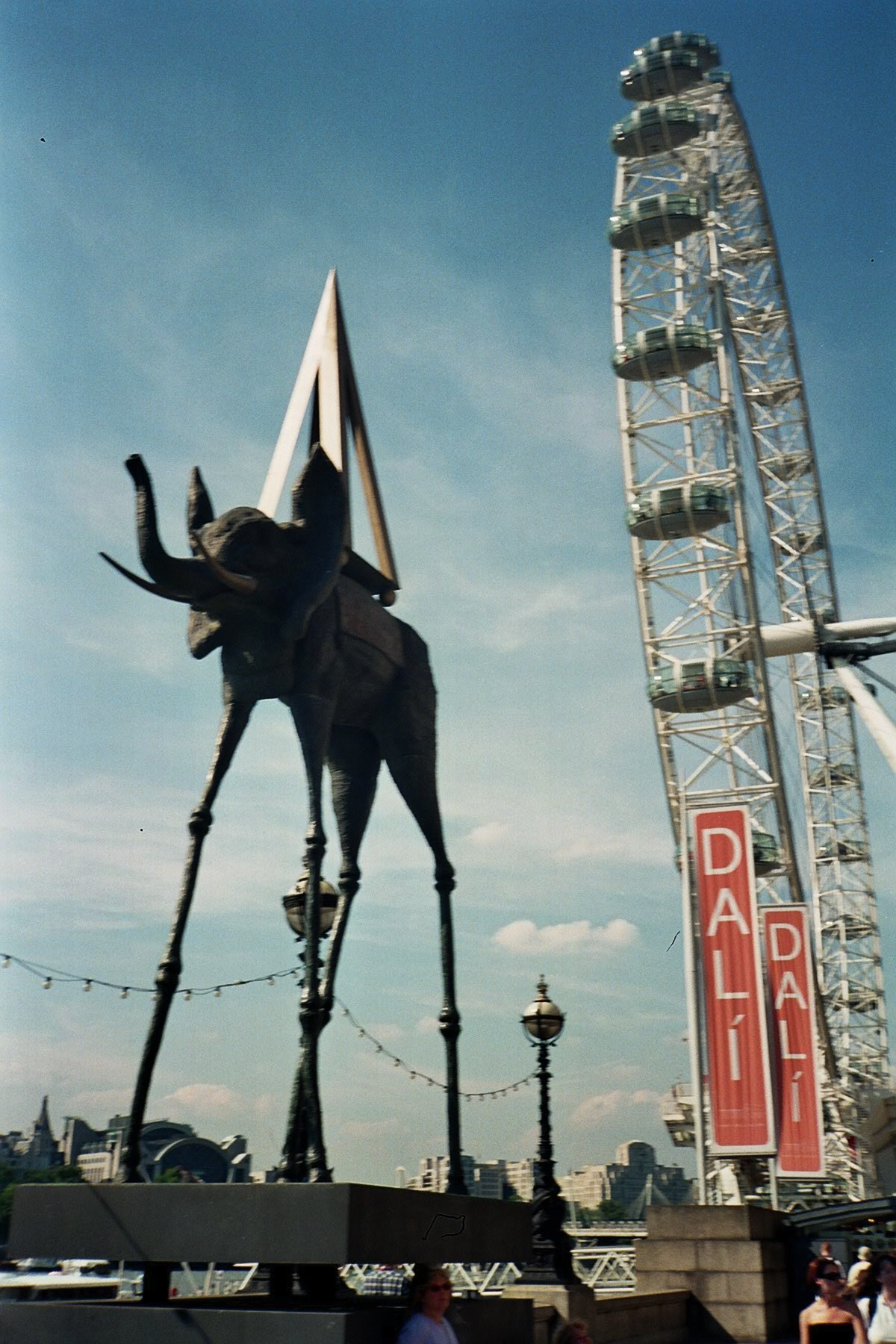
Exposición sobre Dalí en Londres. En primer término hay una escultura de un elefante de patas alargadas con una pirámide en el lomo, idéntico a uno de los que aparecen en el cuadro La tentación de San Antonio. Al fondo se encuentra el London Eye.

Aceptó la decoración de un escaparate de los almacenes Bonwit-Tellerle en la Quinta Avenida de Nueva York. Hizo una polémica composición dedicada al día y a la noche: en un lado un maniquí con peluca roja en una bañera de astracán; en el otro, una figura acostada en una cama con baldaquino negro sobre cuya almohada ardían carbones. Pero se realizaron modificaciones sin permiso del autor, y Dalí en protesta acabó lanzando la bañera contra el vidrio del escaparate. Fue detenido y debió pagar los desperfectos. El juzgado le absolvió, pues argumentó que defendía su obra. Se entendió esta protesta como una defensa de los derechos de autor.
En esos años, Dalí diseñó ilustraciones para ediciones traducidas al inglés de clásicos como el Quijote, la autobiografía de Benvenuto Cellini y los Ensayos de Michel de Montaigne. También aportó decorados para la película Spellbound de Alfred Hitchcock (conocida como Recuerda en España y Cuéntame tu vida en Argentina), y emprendió con Walt Disney la realización de una película de dibujos animados, Destino, que quedó inconclusa y que se montó en 2003, mucho después del fallecimiento de ambos.
Fue una de las épocas más fructíferas de su vida, pero también discutida por ciertos críticos, que veían que Dalí difuminaba la frontera entre arte y bienes de consumo al arrinconar la pintura para volcarse más en el diseño y en artículos comerciales.
La imagen pública de Dalí fue sumando todo tipo de rumores sobre sus extravagancias y obsesiones. Un fraile italiano llamado Gabriele Maria Berardi anunció haber realizado un exorcismo a Dalí en una visita de este a Francia en 1947. En 2005, una escultura del Cristo en la cruz fue inaugurada en la ciudad de dicho fraile. Se ha comentado que Dalí entregó esta obra al fraile como prenda de gratitud, y dos expertos españoles sobre Dalí han considerado que hay motivos suficientes para pensar que la obra fuese realmente suya.

### Últimos años en Cataluña
Desde 1948 Dalí vivió en Cataluña. El hecho de que eligiese España para vivir en tiempos de la dictadura hizo que algunos de sus antiguos colegas, así como sectores progresistas, le hicieran blanco de nuevas críticas. Esto sugiere que el descrédito con que Dalí era considerado entre surrealistas y críticos de arte se debiese, al menos en parte, a motivaciones políticas, más que al valor intrínseco de sus obras de arte. En 1959 Breton organizó una exposición antológica titulada Homage to Surrealism (en español Homenaje al surrealismo), que reunía obras surgidas en las cuatro décadas del movimiento. La exposición recuperaba piezas de Dalí, de Joan Miró, de Enrique Tábara y Eugenio Granell. Al año siguiente, sin embargo, Breton se opuso enérgicamente a la inclusión de la Madonna Sixtina de Dalí en la Exposición Internacional Surrealista de Nueva York.

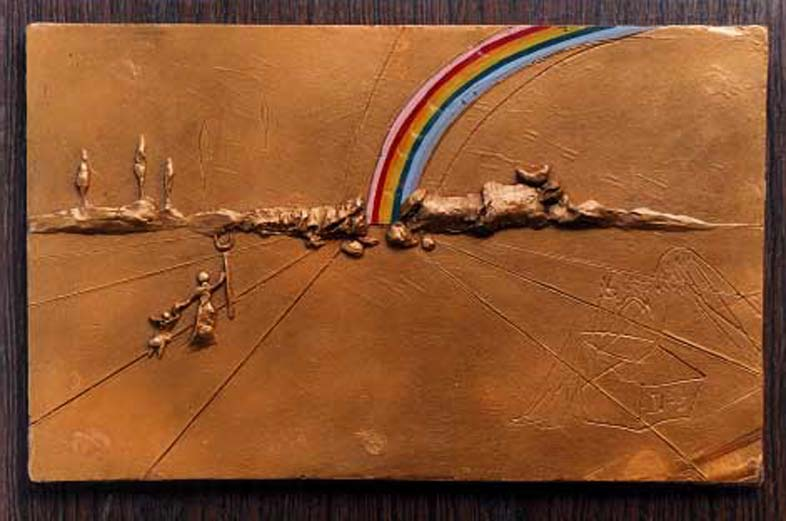
Salvador Dali, The Rainbow (1972), Centro M. T. Abraham de Artes Visuales.

Al final de su carrera, Dalí no se limitó a la pintura, desarrollando nuevos procesos y medios experimentales: creó un boletín y se convirtió en uno de los pioneros de la holografía artística, algo nada extraño considerando su larga exploración artística de juegos visuales. Ya durante sus últimos años, artistas como Andy Warhol proclamaron al catalán como una de las influencias más notables del pop art. Dalí también mostró desde siempre un acusado interés por las ciencias naturales y las matemáticas. Así se observa en muchas de sus obras —sobre todo las creadas en la década de 1950—, en las cuales llegó a componer retratos individuales a partir de cuernos de rinoceronte. Según el artista, el cuerno de rinoceronte significaba la geometría divina, puesto que crece en una progresión espiral logarítmica. También relacionó el concepto con los temas de la castidad y la santidad de la Virgen María. Otros de los intereses de Dalí eran el ADN y el hipercubo (un cubo de cuatro dimensiones), que llegó a plasmar desplegado en su Crucifixión (Corpus Hypercubus).

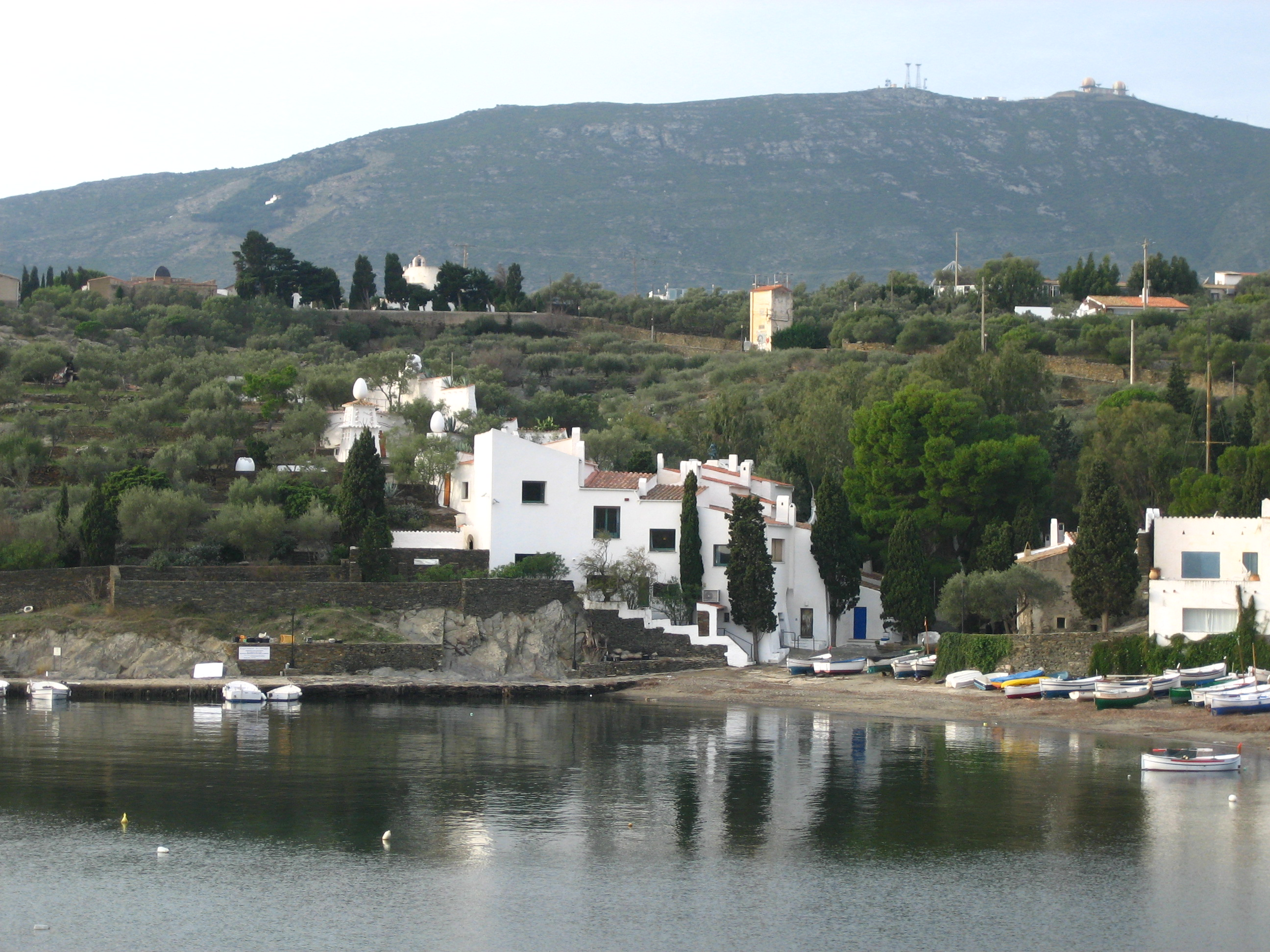
La bahía de Portlligat, el paisaje que cautivó al artista en Cadaqués, con su casa, hoy Casa-Museo. Está formada por un conjunto de barracas de pescadores que fueron adquiridas por el pintor y su mujer, Gala. Abierta al público en 1997, en su interior se exhiben recuerdos del pintor, su taller, la biblioteca, sus habitaciones y el jardín.

La posguerra abrió para Dalí una nueva etapa artística, caracterizada por el virtuosismo técnico y el recurso a ilusiones ópticas, así como al imaginario de la ciencia o la religión. Su aproximación al catolicismo se fue haciendo más marcada, influida quizás por la conmoción causada por la bomba de Hiroshima y el amanecer de la era nuclear. El mismo Dalí denominó esta etapa de su arte como el período místico-nuclear. Su intención parecía ser la síntesis de la iconografía cristiana con imágenes en descomposición relacionadas con la física nuclear, como se desprende de obras como Crucifixión (Corpus Hypercubus). Bajo la clasificación de «misticismo nuclear» se incluyen también La gare de Perpignan (1965) y El torero alucinógeno (1968-1970). En 1960, Dalí empezó a trabajar en un teatro y museo personal, levantados en el edificio del antiguo Teatro Municipal, construcción del siglo XIX destruido al final de la Guerra Civil; fue el mayor de sus proyectos individuales, y a él dedicaría buena parte de sus energías hasta 1974. Incluso más adelante, a mediados de los 80, realizó algunas reformas menores en el edificio.

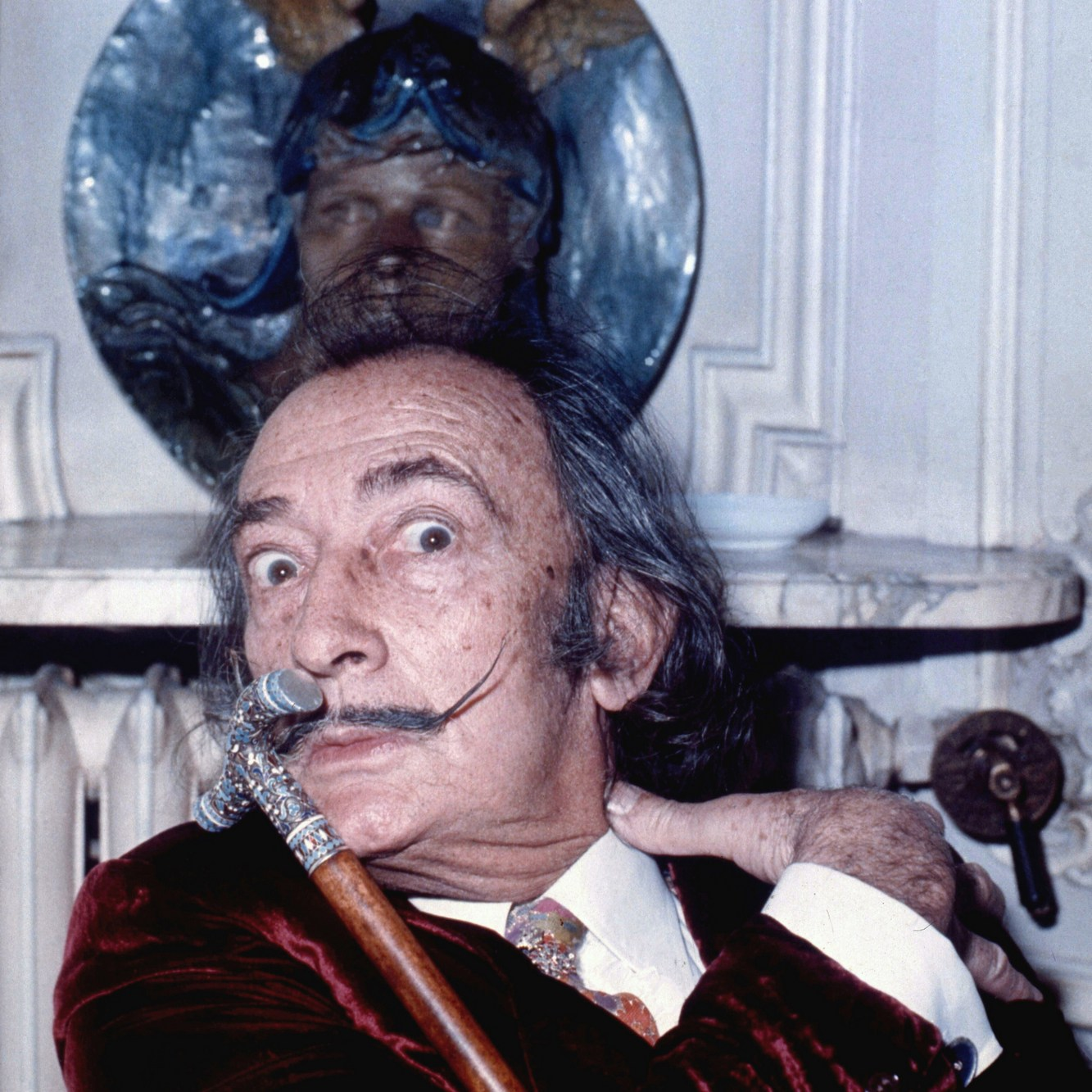
Salvador Dalí, fotografiado en 1972 por Allan Warren.

En su madurez, el artista también se implicó con otras actividades «extra-artísticas» que daban una medida de su enorme popularidad como personaje público. En 1968 Dalí grabó un anuncio televisivo para la marca de chocolate Lanvin, y en 1969 diseñó el logo de Chupa Chups. Ese mismo año trabajó como responsable creativo de la campaña publicitaria del festival de Eurovisión, y creó una gran escultura metálica que se instaló en el escenario del Teatro Real de Madrid. En 1971 Dalí inauguró la Sala Gaudí Barcelona, la primera y más grande galería de arte de España, junto con otras personalidades como Gabriel García Márquez.
En el programa Dirty Dali: A Private View (en español: Dalí el sucio: Una visión íntima), emitido por el Channel 4 británico en 2007, el crítico Brian Sewell describía cómo a finales de los 60 fue requerido por el artista a posar sin pantalones en posición fetal bajo la axila de una figura de Jesucristo, mientras Dalí le fotografiaba y fingía hurgarse bajo el pantalón.
En 1980 la salud de Dalí se deterioró seriamente. Con su mujer, Gala —que ya manifestaba síntomas de senilidad—, supuestamente consumió un cóctel de fármacos que dañó seriamente su sistema nervioso, con la consecuencia de incapacitarle prácticamente para la creación artística. Con 76 años, el estado de Dalí era lamentable, y su mano sufría constantes temblores que evidenciaban el progreso de la enfermedad de Parkinson. Hasta 1980 era atendido por el psiquiatra y catedrático Joan Obiols i Vié, médico con amplias relaciones en el mundo del arte.
En 1982 el rey Juan Carlos I concedió a Dalí el título de marqués de Dalí de Púbol, que el artista agradeció con un dibujo, titulado Cabeza de Europa, que a la postre resultó ser su último dibujo,[cita requerida] y que le entregó tras la visita real a su lecho de muerte.

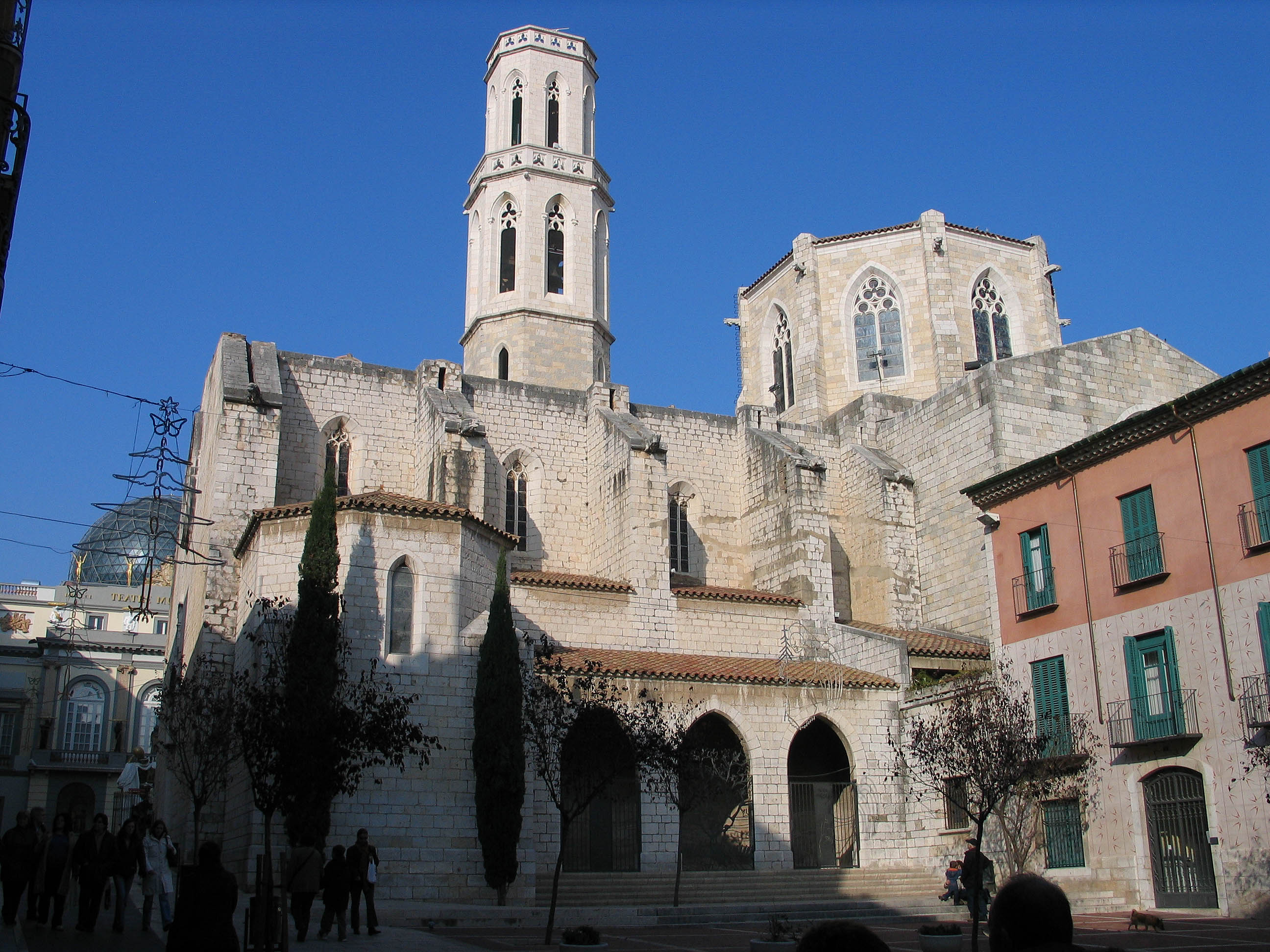
La iglesia de San Pedro en Figueras, donde Dalí recibió el bautismo, la primera comunión y donde se llevó a cabo su funeral.

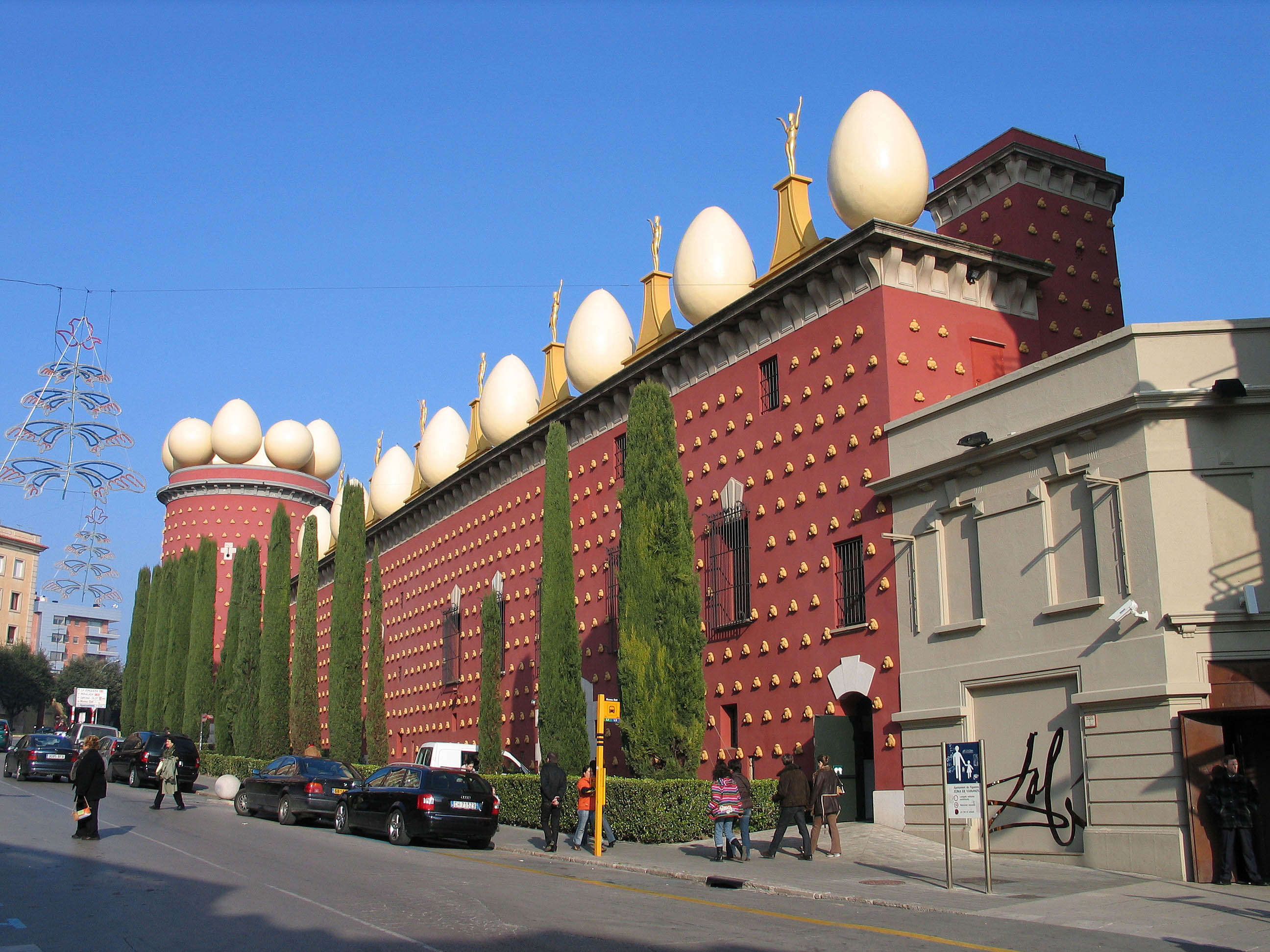
Teatro-Museo Dalí en Figueras. Cuando el alcalde invitó al artista a regalar una pintura para el museo local, Dalí respondió estar dispuesto a donar un museo entero y sugirió como sede el teatro entonces abandonado. En este teatro había expuesto sus dos primeras obras en 1918.

Gala murió el 10 de junio de 1982. Tras su muerte, Dalí perdió su entusiasmo por vivir. Deliberadamente, se deshidrató seriamente —supuestamente como consecuencia de un intento de suicidio—, aunque justificó su acción como un método de entrar en un estado de animación suspendida, del mismo modo en que algunas bacterias pueden hacer. Se mudó de Figueras al castillo de Púbol, que había comprado para Gala, y donde ella había fallecido. En 1984 un incendio de causas desconocidas se declaró en su dormitorio. De nuevo se sospechó de un intento de suicidio, aunque quizás se debiese a negligencia del personal doméstico. De todos modos, Dalí fue rescatado y regresó a su domicilio en Figueras, donde un grupo de artistas, mecenas y colegas artistas se encargaron de su bienestar hasta sus últimos años.
En los años 1980, el amigo artista Wolf Vostell, a quien Dalí ya había conocido en 1978, propuso un proyecto conjunto. Esto se realizó como uno de los últimos proyectos de Dalí, en 1988, poco antes de su muerte. Vostell realizó una obra de Dalí, que Dalí ya había concebido en los años 1920. El fin de Parzival consiste en 20 motos de la Guardia Civil de la época del régimen franquista, cinco de las cuales están sujetas una encima de la otra y respaldadas por la música de la ópera Parzival, de Richard Wagner. Originalmente, Dalí tenía la intención de usar bicicletas. Esta adición fue hecha por Vostell en acuerdo con Dalí y la obra se encuentra en el Museo Vostell Malpartida. A cambio, Wolf Vostell realizó la escultura TV-Obelisk (1979) en el Teatro-Museo de Figueras en el año 1988, con 14 televisores y Dalí completó la escultura con una cabeza de mujer en la parte superior, que él había creado. Dentro de la cabeza de la mujer hay una cámara de vídeo que graba imágenes del cielo, que se transmiten a los televisores.
Se ha denunciado que Dalí fue obligado por algunos de sus «cuidadores» a firmar lienzos en blanco que serían vendidos tras su muerte como originales. Estos rumores hicieron que el mercado del arte se mostrase escéptico con las obras atribuidas a Dalí durante su última época.
En noviembre de 1988 Dalí fue ingresado en un hospital a raíz de un serio fallo cardíaco, y el 5 de diciembre de 1988 fue visitado por el rey Juan Carlos I, quien le confesó que siempre había sido un fiel admirador de su obra.

### Fallecimiento
El 23 de enero de 1989, oyendo su disco favorito —Tristán e Isolda, de Richard Wagner—, murió a causa de un paro cardiorrespiratorio en Figueras, a los ochenta y cuatro años de edad, y cerrando el círculo fue enterrado en la cripta de Figueras, situada en su teatro-museo (ver imagen). Su cripta se encuentra al otro lado de la iglesia de San Pedro, donde había sido bautizado y había recibido su primera comunión, y a pocos metros de distancia de su casa natal.
Conforme a su último deseo, manifestado el 1° de diciembre de 1988 al entonces alcalde de Figueras, Marià Lorca, fue enterrado embalsamado y con el rostro cubierto por un velo bajo la cúpula de su museo en Figueras y no junto a Gala en Púbol, como había pedido en alguna ocasión anterior. También, y contrariamente a lo que se opinaba, se supo a su muerte que en 1982 había testado a favor del Estado español como «heredero universal y libre de todos sus bienes, derechos y creaciones artísticas». Poco antes de la firma de ese testamento, el Estado había comprado a Dalí dos obras por valor de cien millones y se había encargado de repatriar sus obras depositadas en París y Nueva York, además de concederle el título de marqués de Dalí de Púbol. Por el contrario, sus relaciones con el consejero de Cultura de la Generalidad, Max Cahner, eran tensas. Al hacerse público ese último testamento, Jordi Pujol, presidente de la Generalidad, que esperaba recibir la mitad del legado, declaró sentirse engañado y Cahner acusó a Dalí de cobardía, pero finalmente se alcanzó un acuerdo entre el Estado y la Generalidad para repartirse el legado daliniano. Este acuerdo no recogió la cesión de la propiedad, que mantuvo el Estado, pero repartió la obra pictórica de Dalí entre el Museo Nacional Centro de Arte Reina Sofía y el Teatro-Museo Dalí. Asimismo, se fomentó la participación de instituciones catalanas en la Fundación Gala-Salvador Dalí, a la que el Estado concedió la gestión exclusiva del patrimonio. Con todo, Dalí, que tiene calles y plazas dedicadas en muchas ciudades de España, no tiene ninguna en Barcelona.
En la madrugada del 20 de julio de 2017 su cadáver fue exhumado con objeto de obtener muestras de ADN por orden del Juzgado de Primera Instancia número 11 de Madrid, en relación con una demanda de paternidad infundada. Su embalsamador, Narcís Bardalet, presente en el momento de la exhumación, declaró que al retirar el pañuelo de seda que ocultaba su rostro pudo ver «cómo su bigote seguía intacto, marcando las 10 y 10, como él quería».
La Fundación Gala-Salvador Dalí se encarga en la actualidad, por delegación del Estado, de la gestión de su legado. En los Estados Unidos, el responsable legal de su representación es la Artist Rights Society. En 2002 esta sociedad requirió a Google la retirada de un logotipo de la firma diseñado a semejanza de la obra de Dalí y que había sido especialmente creado para conmemorar el aniversario de su nacimiento, alegando derechos de copyright. Google accedió a retirar el logotipo —cuyo uso, teóricamente, era de un solo día—, pero se negó a admitir la violación de sus derechos de autor.

## Simbolismo
Dalí describió un extenso y personal universo simbólico a lo largo de su obra. Los «relojes blandos», que habían aparecido en 1931, fueron interpretados como una referencia a la teoría de la relatividad de Albert Einstein, y fueron supuestamente creados tras la observación de unos pedazos de queso camembert expuestos al sol un caluroso día de agosto, además de que siempre marcan las seis, la hora del surrealismo. Otro de sus símbolos recurrentes es el elefante, que apareció por primera vez en el Sueño causado por el vuelo de una abeja sobre una granada un segundo antes de despertar (1944). Los elefantes dalinianos, inspirados por el Obelisco de la Piazza della Minerva de Roma, de Gian Lorenzo Bernini, suelen aparecer con «patas largas, casi invisibles de deseo», y portando obeliscos en sus lomos. Conjuntadas con esas delicadas extremidades, los obeliscos —en los que algunos han querido ver un símbolo fálico— crean un sentido de fantasmal irrealidad. «El elefante es una distorsión en el espacio», explicó Dalí en Dalí y el Surrealismo, de Dawn Ades, «con sus aguzadas patas contrastando la idea de ingravidez, definida sin la menor preocupación estética, estoy creando algo que me inspira una profunda emoción y con la que intento pintar honestamente».
Otro de sus símbolos recurrentes es el huevo. Este enlaza con los conceptos de vida prenatal intrauterina, y a veces se refiere a un símbolo de la esperanza y el amor; y así es como se interpreta en su Metamorfosis de Narciso. También recurrió a imágenes de fauna a lo largo de toda su obra: hormigas como símbolo de muerte, corrupción y un intenso deseo sexual; el caracol como cabeza humana (había visto un caracol sobre una bicicleta en el jardín de Sigmund Freud cuando fue a visitarle); y las langostas como un símbolo de decadencia y terror.

## Otras actividades artísticas

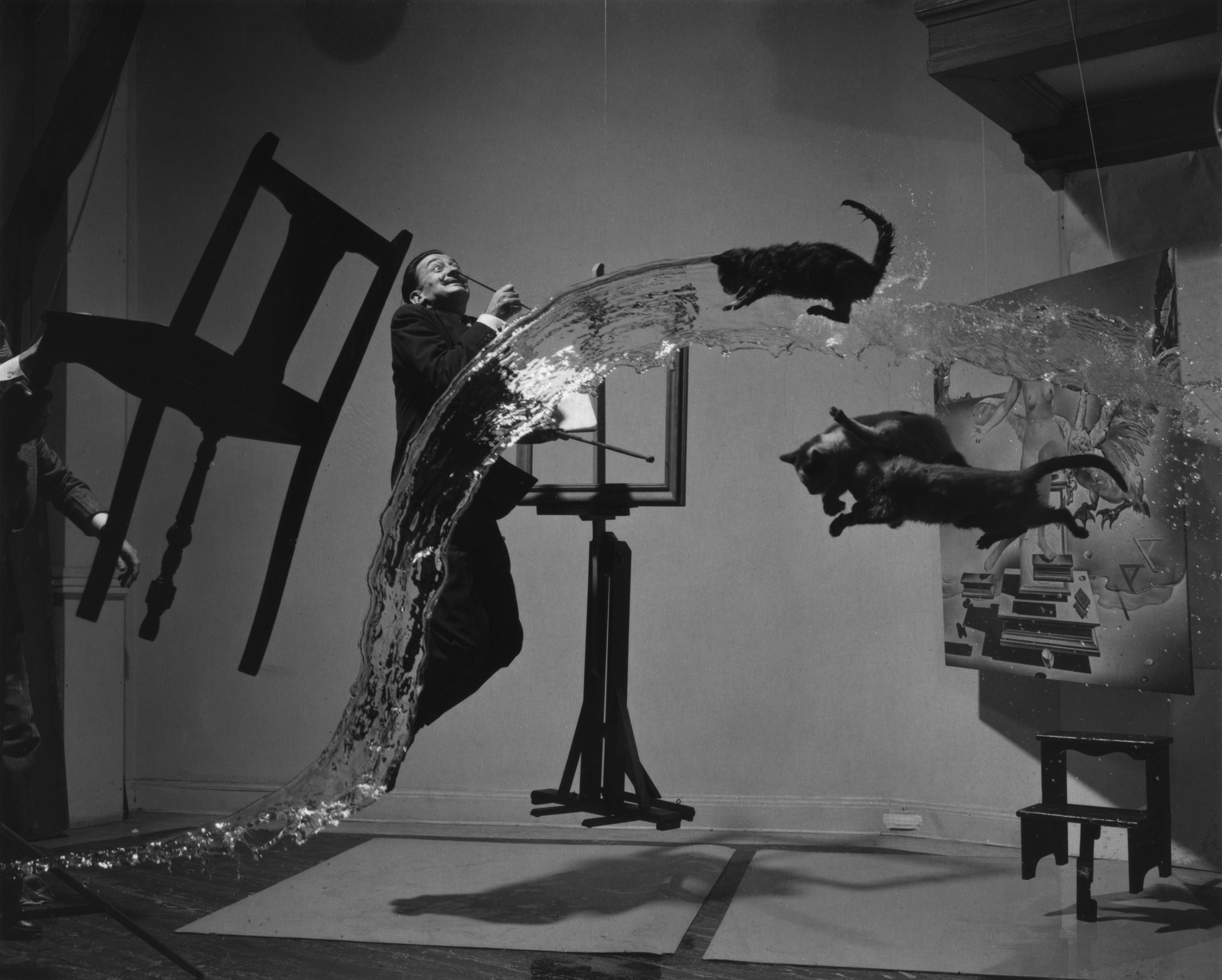
Atomicus Dalí, fotografía de 1948 de Philippe Halsman, donde explora la idea de la suspensión, representando tres gatos que vuelan, un cubo de agua lanzada y Salvador Dalí en el aire.

La actividad artística de Dalí no se limitó a la pintura. Algunas de sus obras más populares son esculturas o ready-mades, y también destacó en sus contribuciones al teatro, la moda y la fotografía, entre otras disciplinas artísticas. Dos de los artefactos surrealistas dalinianos más notables fueron el Teléfono-langosta y el Sofá de los labios de Mae West (realizados entre 1936 y 1937). El artista y mecenas Edward James encargó estas piezas a Dalí. James había heredado a los cinco años de edad una gran parcela en West Dean (Sussex, Inglaterra), desde donde alentó la producción surrealista a lo largo de la década de los 30. «Las langostas y los teléfonos tienen claras connotaciones sexuales para Dalí», refiere la placa explicativa del Teléfono-langosta expuesto en la Tate Gallery, «y de ahí él extraía una analogía entre la comida y la sexualidad». Este teléfono era perfectamente operativo, y James adquirió cuatro de ellos para sustituir los que tenía en su retiro inglés. Uno de ellos se encuentra actualmente en la mencionada galería, el segundo está en el museo del teléfono de Fráncfort del Meno, el tercero es propiedad de la Fundación Edward James y el cuarto pertenece a la Galería Nacional de Australia.
El sofá de Mae West, hecho de madera y satén, recibía su forma de los labios de la célebre actriz, a quien Dalí encontraba fascinante. Mae West ya había aparecido en una obra de 1935 titulada Retrato de Mae West que puede utilizarse como apartamento surrealista. El sofá se encuentra actualmente en el Museo Brighton and Hove, en Inglaterra.
Entre 1941 y 1970 Dalí se dedicó al diseño de joyería, hasta un número de 39 piezas en total. Las joyas creadas, de intrincado diseño, integraban partes móviles. La más conocida de ellas, Corazón Real, está hecha en oro y tiene 46 rubíes, 42 diamantes y 4 esmeraldas incrustadas, y está hecha de modo que el centro «lata» como un corazón auténtico. El mismo Dalí comentó en 1949 que «sin un público, sin la presencia de espectadores, estas joyas no podrían cumplir la función para la que fueron creadas. El observador es, en último término, el creador definitivo». Las Dalí-Joies (en español, Joyas de Dalí) se encuentran actualmente en el teatro-museo de Figueras, como parte integrante de su colección permanente.
Dalí también colaboró en la creación teatral. En 1927 diseñó la escenografía para la obra de Lorca Mariana Pineda. Para Las bacanales, un ballet de 1939 basado en el Tannhäuser de Richard Wagner (1845), Dalí se encargó del diseño de escenario y de la edición del libreto. En 1941 Dalí accedió al diseño de escenarios para Laberinto, y de nuevo en 1949 para El sombrero de tres picos.
Una curiosidad de la obra de Dalí es su incursión en las Fallas de Valencia con el diseño de una falla. Se trata de la plantada por la comisión de El Foc en 1954, cuyo lema era La corrida de toros surrealista. Construida por el escultor Octavio Vicent con no pocos problemas técnicos, fue muy criticada por el mundo fallero por la ruptura estética y conceptual que supuso.[cita requerida]
Aunque principalmente conocido por sus pinturas, Dalí también manifestó un temprano interés por el cine durante su juventud, y acudía regularmente al cine todos los domingos. Había conocido el cine mudo, en el que la apariencia del medio primaba sobre su contenido, y que concedía a sus estrellas una gran popularidad. Opinaba que había dos dimensiones en cuanto a las teorías del cine: «las cosas de por sí», es decir los hechos que son presentados en el mundo de la cámara, y la «imaginación fotográfica», o el modo en que la cámara muestra la imagen y el valor creativo que puede desprenderse del mismo. Dalí se mostró especialmente activo a ambos lados de la cámara. Creó espléndidas obras de arte como Destino (en colaboración con Walt Disney), una película iniciada en 1946 y completada en 2003 por Baker Bloodworth y Roy Oliver Disney. En este trabajo se incluyen imágenes oníricas, como extrañas figuras voladoras, y está inspirada por la canción Destino (del letrista mexicano Armando Domínguez). Sin embargo, cuando Disney contrató a Dalí, su empresa no estaba preparada para asumir el trabajo que el artista iba a desarrollar. Después de ocho meses de trabajo intenso, la compañía tuvo que abandonar el proyecto por dificultades presupuestarias, y solo 57 años más tarde se remató su producción. Exhibida en diversos festivales de cine, la película combina el espíritu artístico daliniano con la clásica animación Disney.
Dalí trabajó como coguionista de la película surrealista de Luis Buñuel Un chien andalou (Un perro andaluz), un corto de 17 minutos que incluye alguna de las imágenes antológicas del surrealismo (como el ojo cortado con una cuchilla de afeitar, aunque dicha imagen es más obra de Buñuel que de Dalí). Esta película es su aportación más notable al mundo del cine independiente. Un chien andalou fue el modo en que Dalí logró incluir sus imágenes oníricas en una dimensión real. La sucesión de escenas provoca en el espectador un torrente de sensaciones, según las expectativas despertadas por la película se ven continuamente frustradas por otras. La segunda película que produjo con Buñuel fue L'âge d'or (La edad de oro), rodada en el Estudio 28 de París en 1930. Esta película fue «prohibida durante años por grupos fascistas y antisemitas que desarrollaron una fuerte campaña de descrédito en la prensa en el cine parisino en el que se exhibía». De cualquier modo, esas dos películas tuvieron un impacto extraordinario en el movimiento cinematográfico surrealista: «Si Un chien andalou permanece como el documento supremo de la aventura cinematográfica surrealista en los dominios del inconsciente, L'age d'or es quizás la manifestación más implacable de su intención revolucionaria».
Dalí colaboró con reconocidos cineastas como Alfred Hitchcock. El más sonado entre sus proyectos cinematográficos es probablemente la secuencia onírica de Spellbound (1945), en la que se pretendía mostrar aspectos del inconsciente. Hitchcock, interesado en dotar a esta escena de calidad onírica, quería mostrar en su película como la represión de experiencias podía conducir a la neurosis. Familiarizado con la obra de Dalí, pensó que su espíritu creativo podía potenciar la atmósfera que buscaba para su película. Dalí, por otra parte, también trabajaría en un documental titulado Caos y creación, que contiene numerosas referencias artísticas que intentan explicar el concepto de arte preconizado por Dalí. La última película en la que Dalí colaboró fue Impresiones de Mongolia Superior (1975), en la que narraba la aventura de una expedición que busca un gigantesco hongo alucinógeno. La imaginería del filme gira en torno a microscópicas manchas de orina en la banda de un bolígrafo sobre el que Dalí miccionó durante varias semanas.
El mundo de la moda y la fotografía tampoco quedó libre de su influencia artística. Dalí colaboró con Elsa Schiaparelli en la confección de un vestido blanco con una langosta impresa. Otros diseños de Dalí son un sombrero con forma de zapato y un cinturón rosado con labios en la hebilla. En 1950 diseñó un «vestido para el año 2045» en colaboración con Christian Dior. También creó sus propios diseños textiles y botellas de perfume. Su aportación al mundo de la fotografía se ve ampliamente reflejada en sus colaboraciones con Man Ray, Brassaï, Cecil Beaton y Philippe Halsman. Con Man Ray y Brassaï realizó fotografías de la naturaleza; con los demás se introdujo en un mundo de temas oscuros, como la serie Dalí Atómica (1948) que se inspiraba en su obra Leda atómica. Una de las fotografías muestra «un caballete de pintor, tres gatos, un cubo de agua, y el mismo Dalí flotando por los aires».
Las referencias a Dalí en el contexto de la ciencia se entienden en términos de la fascinación general provocada por el nuevo paradigma científico surgido a raíz de la mecánica cuántica del siglo XX. Inspirado por el «principio de incertidumbre» de Werner Heisenberg, Dalí escribió en 1958 un Manifiesto de la antimateria: «En el período surrealista, quería crear la iconografía del mundo interior y lo maravilloso de mi padre Freud. Hoy, el mundo exterior y el de la física ha trascendido a aquel de la sicología. Mi padre, hoy, es el doctor Heisenberg».
En este sentido, La desintegración de la persistencia de la memoria, de 1954, representa un giro sobre la obra realizada en 1931, y simboliza el salto conceptual daliniano desde su perspectiva acientífica y psicológica al nuevo enfoque atomista de posguerra.
Su visión de la arquitectura se refleja en la construcción de su casa en Portlligat, cerca de Cadaqués, así como en el pabellón surrealista —llamado Sueño de Venus— que fue expuesto en la Exposición Internacional de Lieja (1939), y que contenía numerosas y extrañas esculturas. En cuanto a su proyección literaria, Dalí escribió su autobiografía (La vida secreta de Salvador Dalí, 1942), un libro de diarios (Diario de un genio, 1952-1963), y varios ensayos (Oui: The paranoid-critical revolution, 1927-1933; El mito trágico de «El Angelus de Millet», 1978), entre otras obras. La edición literaria, y especialmente su interés por las artes gráficas, le llevaron a producir numerosos grabados y litografías. Aunque en su primer período su obra gráfica igualaba en calidad a su obra pictórica, con el transcurso de los años Dalí se dedicaría a vender los derechos de sus imágenes, pero sin molestarse personalmente en su impresión. Por otra parte, un buen número de falsificaciones fueron producidas en las décadas de los 80 y 90, confundiendo aún más el ya poco fiable mercado de obra gráfica daliniana.
Al igual que había hecho su muy admirado colega Marcel Duchamp, una de las obras más notables de Dalí resultó ser una persona. En 1965 Dalí conoció en un club francés a la modelo de moda Amanda Lear, conocida artísticamente como Peki d'Oslo. Lear se convirtió en su protegida y su musa, y describió su relación en la biografía Mi vida con Dalí (1986). Impresionado por su aspecto hombruno, Dalí dirigió el salto de Lear desde el mundo de la moda al de la música, aconsejándola respecto a sus apariciones públicas y desatando brumosas leyendas sobre sus orígenes, que atrajeron inmediatamente la atención de la escena de la música disco. Según Lear, ella y Dalí contrajeron un «matrimonio espiritual» en la desértica cumbre de una montaña. Lear ocupó el espacio que la anterior musa de Dalí, Isabelle Collin Dufresne (alias «Ultra Violet») había dejado desocupado tras acogerse en la Factory de Andy Warhol.

## Ideología y personalidad

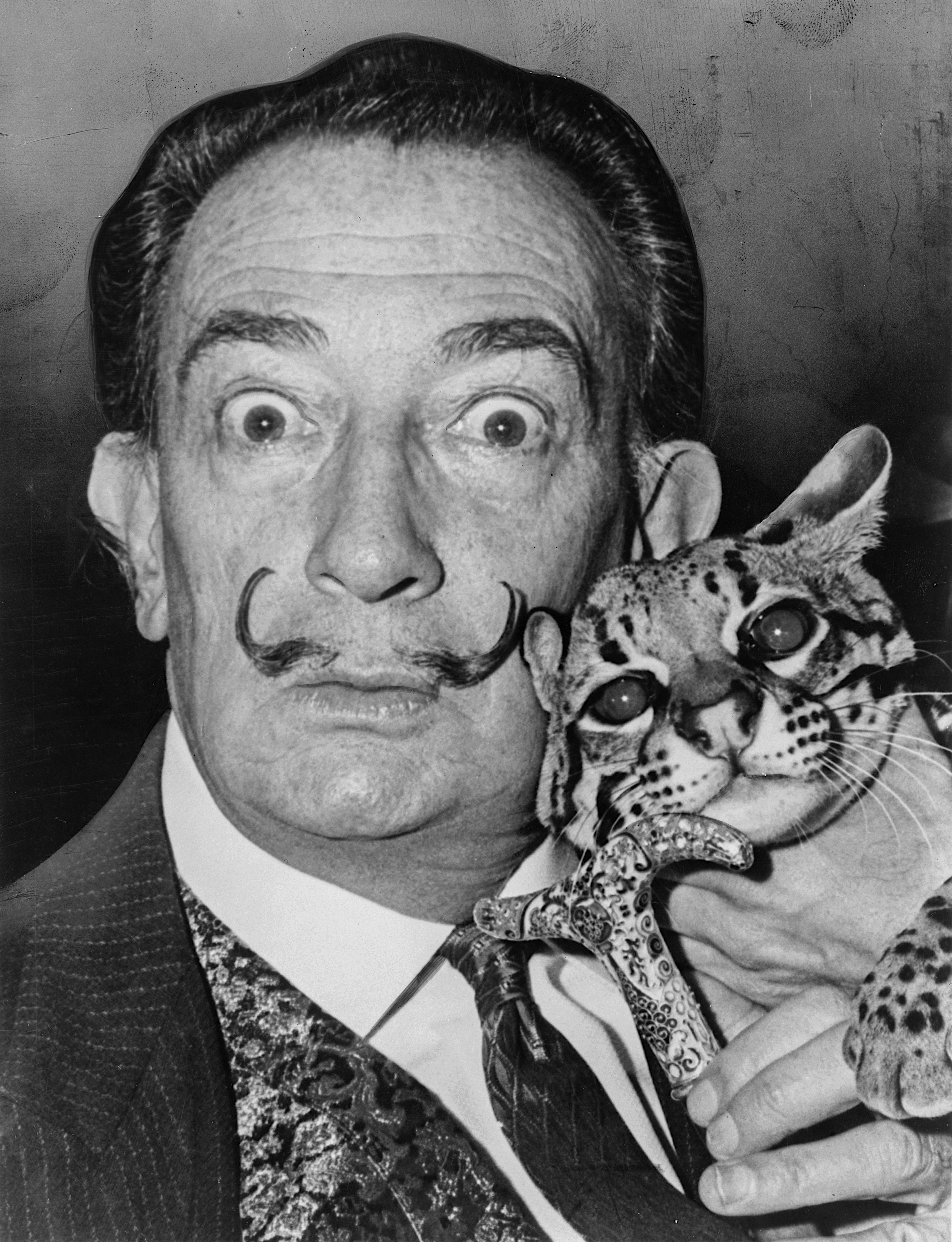
Dalí en la década de 1960, luciendo el ostentoso bigote que le caracterizaba, junto a su mascota, un ocelote llamado Babou.

Las ideas políticas de Salvador Dalí desempeñaron un papel muy relevante en sus inicios artísticos. Posteriormente se le acusó de apoyar ideológicamente al franquismo. André Breton, el «padre» del surrealismo, se distinguió por sus esfuerzos por separar el nombre de Dalí del grupo surrealista. Sin embargo, ese enfrentamiento obedecía a motivos más complejos. Sobre la personalidad de Dalí, George Orwell dijo en un ensayo que

Uno debería ser capaz de conservar en la cabeza simultáneamente las ideas de que Dalí era al mismo tiempo un buen dibujante y un ser humano repugnante. La una no invalida, o efectivamente, no afecta a la otra.

En su juventud el artista estuvo relacionado con el anarquismo y el comunismo. En sus escritos se suelen encontrar afirmaciones políticas —probablemente, más dirigidas a impresionar al público por su radicalidad que basadas en una inspiración profunda— que señalan cierta vinculación con el activismo político del dadaísmo. Con el avanzar de los años, sus adhesiones políticas cambiaron, especialmente según el surrealismo se identificó con el liderazgo de André Bretón, de orientación trotskista. En diversas ocasiones, Breton pidió explicaciones a Dalí por sus relaciones políticas. En 1934, Breton le acusa de simpatizar con Hitler y Dalí evita por poco ser expulsado del grupo surrealista.En 1935, Dalí escribe una carta a Breton en la que sugiere esclavizar a las razas no blancas.
Con el inicio de la guerra civil española, Dalí rehuyó el enfrentamiento y rechazó manifestar su adhesión a ninguno de los bandos. Del mismo modo, tras la Segunda Guerra Mundial, Dalí fue criticado por George Orwell, quien le acusó de «escabullirse como una rata en cuanto Francia estuvo en peligro», después de haber vivido y prosperado allí durante años:

Cuando la guerra europea se acerca, él sólo se preocupa de una cosa: encontrar un lugar donde se coma bien y de donde pueda escapar rápidamente en caso de que se acercase el peligro.

Tras su retorno a Cataluña tras la guerra, Dalí se aproximó al régimen franquista. Algunas de las declaraciones de Dalí sirvieron como respaldo a la dictadura; así felicitó a Franco por sus acciones dirigidas a «limpiar España de fuerzas destructivas». Dalí, que se había convertido al catolicismo y se fue volviendo una persona más religiosa con el paso de los años, podía referirse a los grupos comunistas, socialistas y anarquistas que durante la época de Guerra Civil habían asesinado a más de siete mil monjas y sacerdotes. Dalí envió incluso algunos telegramas a Franco, elogiando la pena de muerte con que el dictador había condenado a prisioneros poíticos. Dalí incluso conoció a Franco personalmente y pintó un retrato de la nieta del dictador. En 1972 de manos del propio ministro José Luis Villar Palasí recibió la medalla de oro de Bellas Artes.Dalí mantuvo encuentros oficiales con el general Franco en junio de 1956, octubre de 1968 y mayo de 1974. En 1968, Dalí declara que a la muerte de Franco no habrá retorno a la democracia y España se convertirá en una monarquía absoluta.
En 1970 Dalí se declaró como un «anarco-monárquico».
Uno de los temas en los que Dalí mostró una indudable desafección al régimen fue el polémico asesinato del poeta Federico García Lorca por milicias franquistas, que denunció incluso en los años en los que la obra del poeta estaba oficialmente prohibida.

Si muero, no moriré del todo.
Salvador Dalí.

Dalí, con su llamativa presencia y su omnipresente capa y barretina, ostentando un bastón y una expresión solemne enmarcada por su vistoso mostacho, se forjó una imagen de megalómano con declaraciones como «cada mañana, al levantarme, experimento un supremo placer: ser Salvador Dalí». Una curiosa costumbre de Dalí era quedarse con todos los bolígrafos con los que firmaba sus autógrafos. Entrevistado por Mike Wallace para el programa 60 Minutes, el artista no dejó de referirse a sí mismo en tercera persona, llegando a declarar que «Dalí es inmortal y no morirá». En otra de sus apariciones televisivas en el Tonight Show, el artista apareció cargando con un rinoceronte de cuero, y rehusó tomar asiento en ningún otro lugar. Salvador Dalí viajaba frecuentemente con su mascota, un ocelote llamado Babou, llevándolo consigo incluso en el transatlántico de lujo SS France. También era conocido por evitar las propinas en los restaurantes, prefiriendo dibujar en los cheques con los que pagaba. Pensaba que el restaurante no querría desprenderse de una obra de arte tan valorada, y generalmente estaba en lo cierto.

## Obra

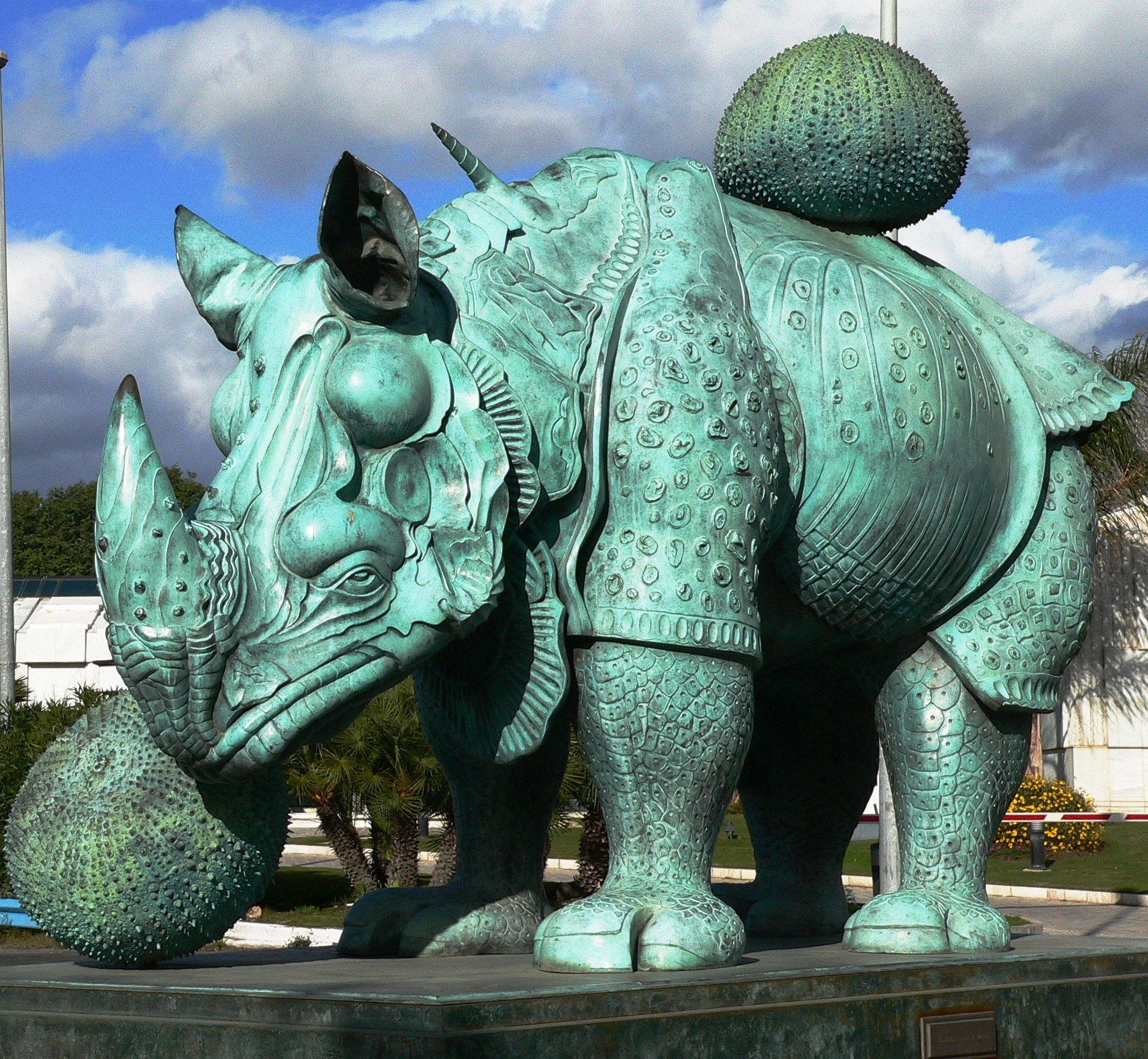
Escultura del Rinoceronte vestido con puntillas, de 1956. Puerto Banús, Marbella.

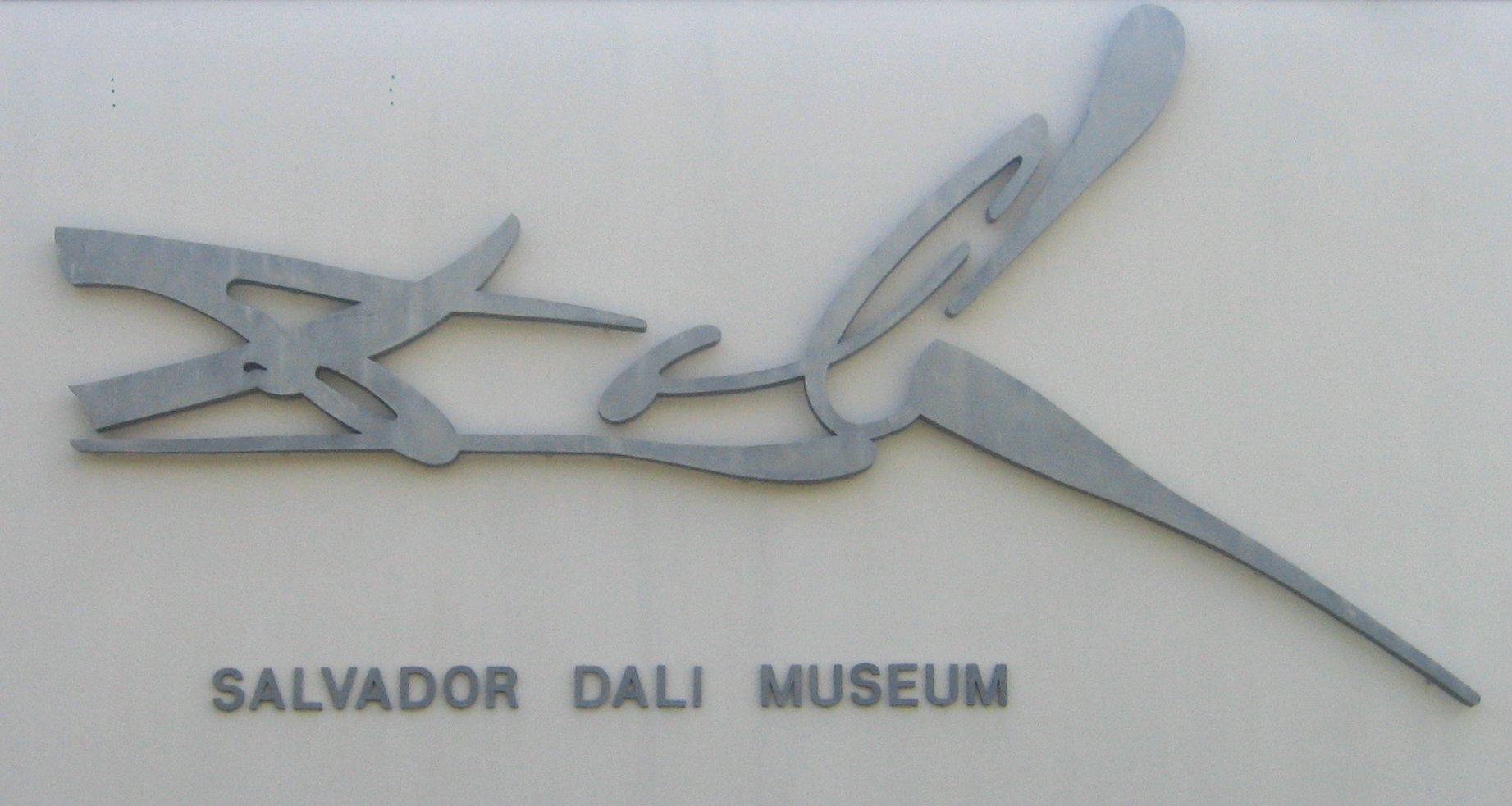
Representación de la firma de Dalí en la entrada del antiguo Museo Dalí en San Petersburgo (Florida, Estados Unidos).

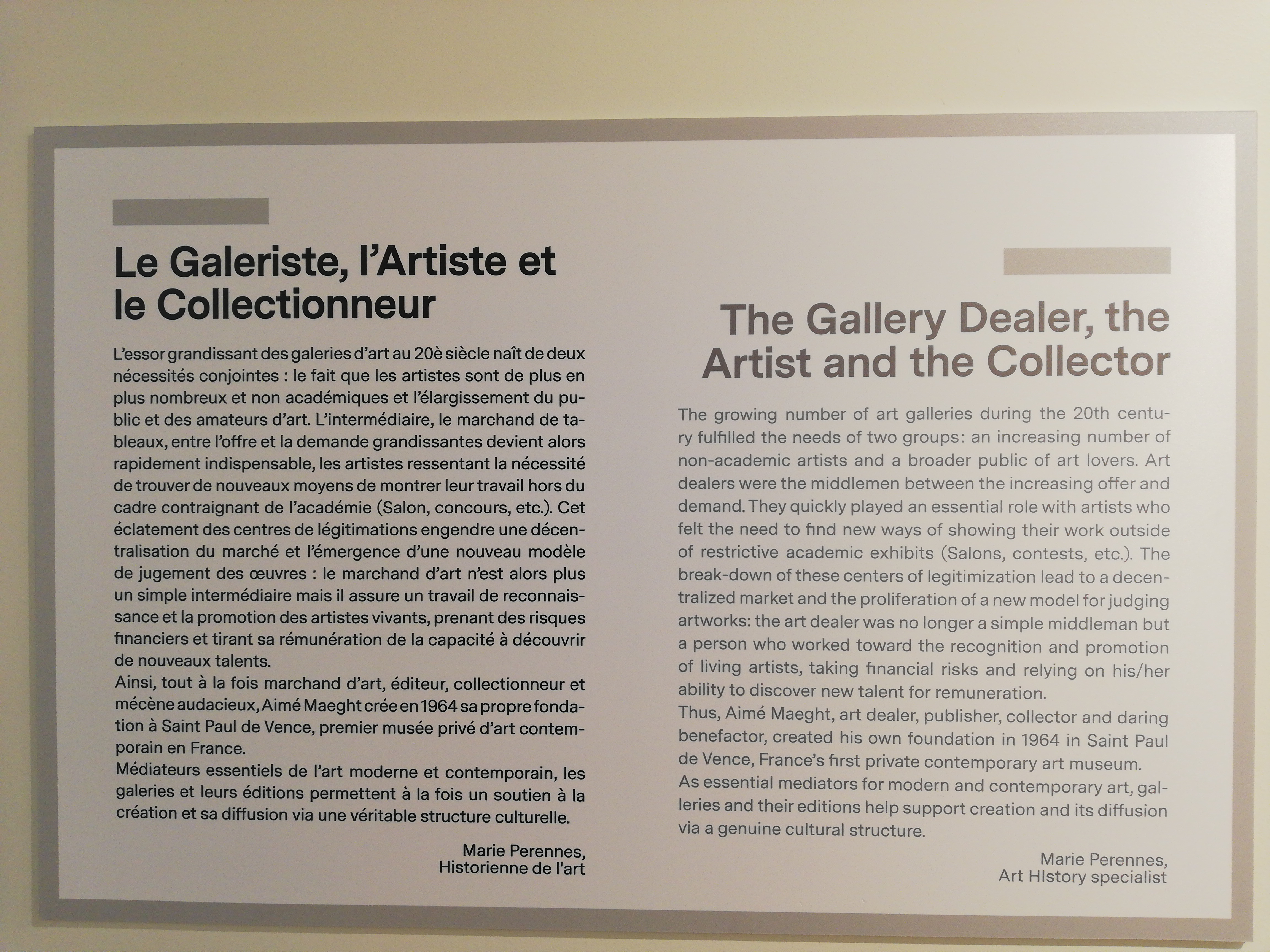
'El galerista, el artista y el coleccionista'. Placa en la Galerie Dali de Montmartre, París.

Una característica principal de la obra de Dalí es la minuciosidad en el detalle de sus formas, las cuales se pueden considerar como simbólicas. Estas muestran de una manera inconsciente la realidad misma del artista, siempre mostrando opuestos que se complementan; a esto se le llamó método paranoico-crítico. Los ejemplos más claros de esto son la vida y la muerte y lo real y lo imaginario, dando primacía a lo mental sobre lo físico; incluso se puede llegar a observar una relación entre lo estático y el movimiento. Lo que hace con los objetos que representa es una destrucción de los mismos como un intento de probar que tal objeto existe en la realidad, que, aunque se centra en lo inconsciente, da una alternativa hiperreal que confunde a la mente.
Su obra también está directamente relacionada con los principios del psicoanálisis de Sigmund Freud. En primer lugar se hace evidente los mecanismos de defensa, siendo el más común la paranoia, como una proyección de los miedos atribuidos a alguien externo al individuo. También la sexualidad juega un papel importante en la obra de Dalí y en el psicoanálisis. En la teoría del desarrollo psicosexual se cree que desde el vientre materno se desarrollan fijaciones y traumas que estarán ligados con el comportamiento, pero que estos se suprimen en el inconsciente.

### Pintura
Dalí produjo alrededor de 1500 pinturas a lo largo de su carrera, además de decenas de ilustraciones para libros, litografías, diseños escenográficos, vestuarios y una ingente cantidad de dibujos, esculturas y proyectos paralelos en fotografía y cine. Además, colaboró en la película Dalí en Nueva York (1965), de Jack Bond.
En la biografía Sexo, surrealismo, Dalí y yo, coescrita entre Carlos Lozano y Clifford Thurlow, se afirma que Dalí nunca dejó de ser un surrealista. Como afirmó en una ocasión, parafraseándose a sí mismo: «La única diferencia entre los surrealistas y yo, es que yo soy un surrealista».
A continuación se detalla una lista de algunas de las obras y acciones más importante de Dalí durante su carrera.
- Paisaje cerca de Figueras (1910)
- Vilabertran (1913)
- Fiesta en Figueras (1916)
- Vista de Cadaqués con la sombra del monte Pani (1917)
- Viejo crepuscular (1918)
- Puerto de Cadaqués (Noche) y Autorretrato en el estudio (1919)
- El padre del artista en la playa de Llaner y Vista de Portdogué (Port Aluger) (1920)
- Jardín de Llaner (Cadaqués) y Autorretrato (1921)
- Escena de cabaret y Sueños noctámbulos (1922)
- Autorretrato con humanidad y Autorretrato cubista con La Publicitat (1923)
- Bodegón con botella de ron y Retrato de Luis Buñuel (1924)
- Gran arlequín y pequeña botella de ron y una serie de retratos realistas para su hermana Ana María, especialmente Muchacha en la ventana (1925)
- Retrato de mi padre (1925)
- El cesto de pan y Joven de Figueras (1926)
- Composición con tres figuras (Academia neo-cubista) y La miel es más dulce que la sangre (su primera obra surrealista de importancia) (1927)
- El juego lúgubre, El gran masturbador, Los primeros días de la primavera, La profanación de la Hostia'la, El enigma del deseo, El hombre invisible, Los placeres iluminados y Retrato de Paul Éluard (1929).
- La edad de oro, película en colaboración con Luis Buñuel (1930)
- La persistencia de la memoria (su obra más conocida, también llamada Los relojes blandos), La vejez de Guillermo Tell y Guillermo Tell y Gradiva (1931)
- El espectro del Sex Appeal, El nacimiento de los deseos líquidos, Pan antropomórfico, y Huevos fritos al plato sin el plato. Termina El hombre invisible (iniciado en 1929), aunque no queda muy satisfecho del resultado (1932)
- Busto retrospectivo de mujer (escultura de técnica mixta), Retrato de Gala con dos chuletas de cordero en equilibrio sobre su hombro y Gala en la ventana (1933)
- El fantasma de Vermeer de Delft que puede ser usado como mesa, Meditación sobre el arpa (iniciado en 1932) y Una impresión de velocidad (1934)
- Retrato de Mae West que puede utilizarse como apartamento surrealista, Reminiscencia arqueológica del «Ángelus», de Millet y Caballero de la muerte (1935)
- Canibalismo otoñal, Teléfono-langosta, Construcción blanda con judías hervidas ("premonición" de la Guerra Civil), Pareja con las cabezas llenas de nubes y dos obras tituladas Eco morfológico (1936)
- Metamorfosis de Narciso, Cisnes reflejando elefantes, La jirafa ardiente, El sueño, El enigma de Hitler, Sofá de los labios de Mae West y Canibalismo en Otoño (1937)
- El momento sublime, Impresiones de África y Afgano invisible con aparición sobre la playa del rostro de García Lorca en forma de frutero con tres higos (1938)
- Shirley Temple, el más joven y más sagrado monstruo del cine de su tiempo (1939)
- Mercado de esclavos (con aparición del busto invisible de Voltaire) y El rostro de la guerra (1940)
- La miel es más dulce que la sangre (1941)
- La poesía de América, Retrato del embajador Cárdenas, y Niño geopolítico observando el nacimiento del nuevo hombre (1943)
- Sueño causado por el vuelo de una abeja alrededor de una granada un segundo antes de despertar y Galarina (1944)
- Rostros Ocultos (novela) (1944-48)
- Mi esposa desnuda, La cesta de pan, Fuente de leche derramada inútilmente en tres zapatos; ese mismo año, Dalí colaboró con Alfred Hitchcock en la secuencia del filme Spellbound, para recíproca insatisfacción (1945)
- La tentación de San Antonio (1946)
- Los elefantes (1948)
- Decorados y figurines (vestidos) de la obra Don Juan Tenorio, de José Zorrilla, en el Teatro María Guerrero de Madrid, estrenada el 1 de noviembre de 1949[114]
- Leda atómica (1949)
- La Madonna de Port Lligat (1950)
- Cristo de San Juan de la Cruz y Cabeza rafaelesca explotando (1951)
- Galatea de las Esferas (1952)
- Dalí desnudo, en contemplación ante cinco cuerpos regulares metamorfoseados en corpúsculos en los que aparece repentinamente la Leda de Leonardo cromosomatizada por el rostro de Gala, Crucifixión, La desintegración de la persistencia de la memoria y Joven virgen autosodomizada por los cuernos de su propia castidad (1954)
- La Última Cena, Eco solitario, carátula de un disco de Jackie Gleason (1955)
- Naturaleza muerta en rápido movimiento, Rinoceronte vestido con puntillas (1956)
- Santiago el Grande, óleo sobre lienzo en exposición permanente en la Beaverbrook Art Gallery en Fredericton, Nuevo Brunswick, Canadá (1957)
- Rosa meditativa (1958)
- El descubrimiento de América por Cristóbal Colón (1959)
- Dalí inicia las obras en el Teatro-Museo Dalí. Pinta el Retrato de Juan de Pareja, ayudante de Velázquez. Figura humana en la forma de una nube (1960)
- El retrato de mi hermano muerto (1963)
- La apoteosis del dólar. Dalí dona un dibujo de la crucifixión (témpera, lápiz y tinta) para la prisión de Rikers Island de Nueva York. El dibujo estuvo colgado en el comedor del penal entre 1965 y 1981[115]
- Dalí en New York (1965)
- La pesca del atún (1967)
- Creación del logotipo de Chupa Chups (1969)
- El torero alucinógeno, adquirido en 1969 por A. Reynolds Morse y Eleanor R. Morse antes de ser terminado (1970)
- La Toile Daligram (1972)
- Dalí pintando a Gala por detrás y Le Diners De Gala, un libro de cocina profusamente ilustrado (1973)
- Hombre sobre delfín (1974)
- Gala contemplando el Mediterráneo (1976)
- Alegoría al mar (1976)
- La mano de Dalí retirando un toisón de oro en forma de nube para mostrar a Gala la aurora completamente desnuda, muy lejos, detrás del sol (pintura estereoscópica) (1977)
- Dalí termina su última pintura, Cola de golondrina (1983)
- Se estrena Destino, producción de dibujos animados creada a raíz de una colaboración en 1945 con Walt Disney (2003)

### Escultura

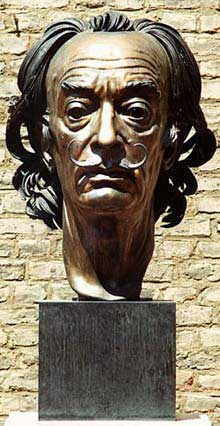
Busto de Salvador Dalí, de Arno Breker (1975).

Inspirada en su obra plástica, de la cual retoma varias imágenes, la producción escultórica de Salvador Dalí comprende series diversas. Una de las más famosas es la Colección de esculturas originales de Salvador Dalí, o también conocida como Colección Clot, que se compone de 54 esculturas realizadas en los años 1970, enteramente por la mano de Salvador Dalí sin la intervención de terceros, para Isidro Clot (Isidro Clot Fuentes) y Juan Quirós (Juan González-Quirós y Corujo). Esta es la última etapa de producción del surrealista español.
Estas esculturas fueron realizadas en la época en la que Enrique Sabater era secretario personal y colaborador de Salvador Dalí.
Salvador Dalí creó los modelos originales de estas 54 esculturas con una cera blanca de modelar. Estas esculturas fueron realizadas por la propia mano de Dalí, sin la intervención de terceros, lo que las convierte en únicas.
Una vez realizado por Dalí el modelo original, este era llevado por Enrique Sabater y Juan Quirós a los fundidores para la realización del molde original, (la totalidad de los moldes originales de estas 54 esculturas son propiedad de Juan Quirós).
Las etapas de este proceso pueden apreciarse en Memoria de los Sueños. Salvador Dalí, 1904-1984, editado por el Consorcio de Museos de la Comunidad Valenciana. Hubo además una exposición comisariada por el que fuera secretario de Dalí en la época en la que realizó las esculturas, Enrique Sabater.
Dalí también autorizó a realizar otras esculturas a partir de algunas de sus acuarelas y gouaches originales.
Al igual que su pintura, las esculturas de Dalí corresponden a un estilo surrealista, el cual se basa en el Primer Manifiesto Surrealista que escribió André Bretón en 1924, en donde expone una postura a favor de la irracionalidad. Con base en él, Dalí postula lo que denomina automatismo psíquico, un dictado y ejecución del inconsciente sin la intervención reguladora de la razón. Esto, a su vez, está directamente relacionado con las teorías psicoanalíticas de Sigmund Freud.
El surrealismo es un movimiento que surge en el periodo de la primera posguerra, como reacción de inconformidad ante actos bélicos, así como disgusto hacia la sociedad burguesa y materialista. En opinión de los surrealistas, la elevada importancia que se le daba a la ciencia y a la tecnología fueron consecuencias de la guerra.
Una de las aportaciones más importantes de Dalí, dentro del círculo surrealista, fue la creación del método paranoico-crítico: búsqueda de opuestos que se complementan de manera espontánea e irracional. Freud definió el concepto de inconsciente y Bretón tradujo la concepción en un método artístico-literario.
En sus obras, como lector versátil y genuinamente interesado en materias como la ciencia y la literatura, Dalí se fascinó con diversos personajes medievales para la creación de algunas de sus piezas, retomó la historia de San Jorge y el dragón, lady Godiva, o la dama y el unicornio. En todos Dalí representó al caballo erguido y con gran fuerza, símbolo y testimonio de masculinidad.
Entre las esculturas destacan:

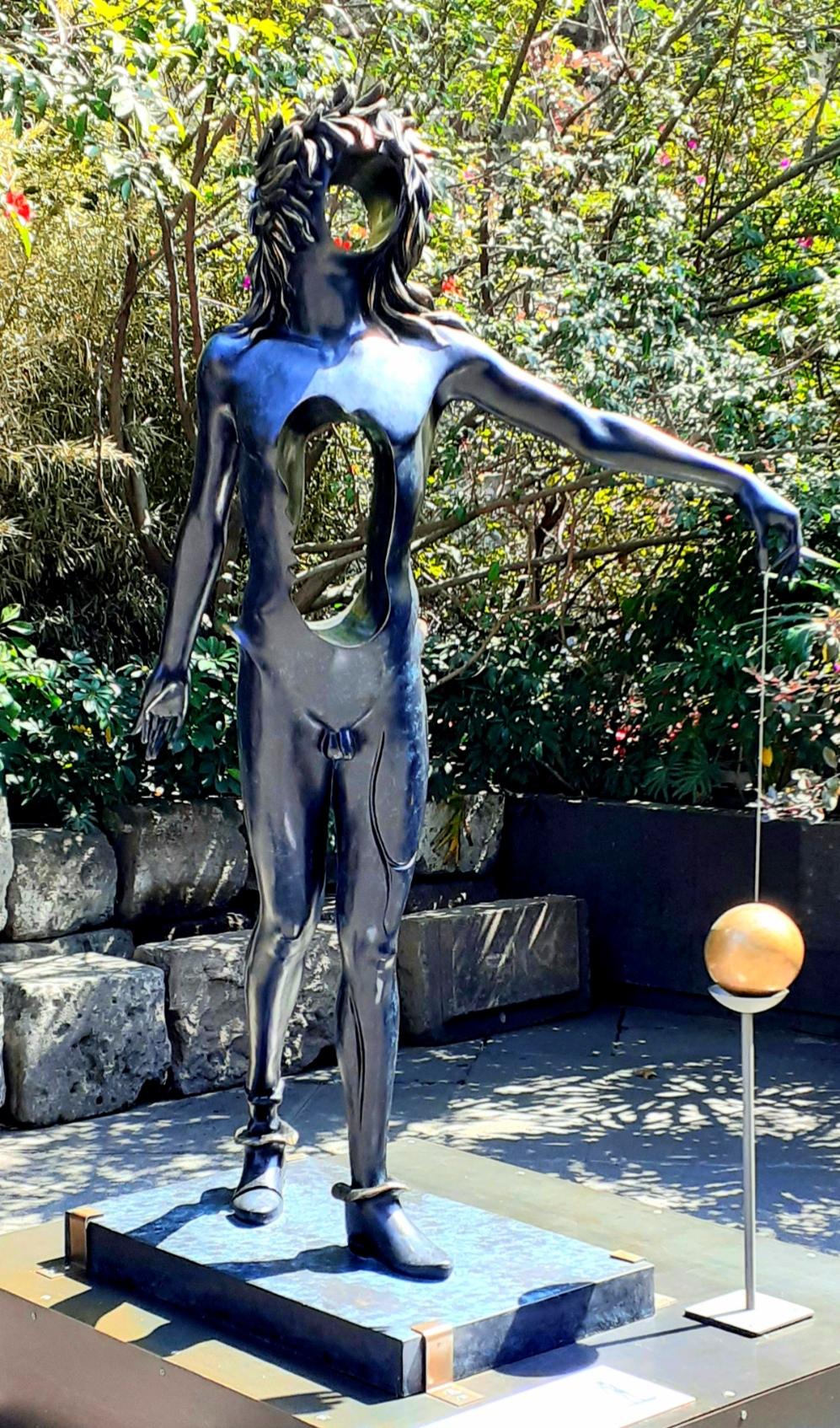
Newton surrealista, Salvador Dalí, colección Museo Soumaya, México.

- Las dos Nikes – La doble Victoria de Samotracia, homenaje a Raymond Roussel (1965/66)
- Gala Gradiva (1972/73)
- Mujer jirafa (1973)
- San Juan Bautista (1973)
- Mujer desnuda subiendo la escalera (nacimiento de Venus) (1974)
- Elefante cósmico (1974)
- Trajano a caballo (1974)
- Cabeza de caballo riendo (1974)
- Perseo, homenaje a Benvenuto Cellini (1974/75)
- Dios solar emergiendo en Okinawa (1975)
- Mercurio (1973)
- Ángel triunfante (1976)
- Ícaro (1976)
- Ama de Llaves (1976)
- Alicia en el país de las maravillas (1977)
- Homenaje a Terpsícore, la musa de la danza (1975/76)
- Newton surrealista (1977)
- Perfil del tiempo (1977)
- Géminis (1978)
- Serie La danza del tiempo (1979)
- Caballo montado por el tiempo (1980)
- El elefante espacial (1980)
- La mujer en llamas (1980)

### Literatura
También animado por su amigo Federico García Lorca, Dalí tanteó la creación literaria en una «novela pura». En su única obra literaria, Dalí describe en vistosos términos las intrigas y amoríos de un grupo de aristócratas excéntricos y frívolos que, con su lujoso y sofisticado estilo de vida, representan la decadencia de los años 30.

## Museografía
La mayor colección de obras de Dalí está reunida en el Teatro-Museo Dalí de Figueras, seguida por la colección del Salvador Dalí Museum, de San Petersburgo (Florida), que recibió la colección privada de A. Reynolds Morse y su mujer; ésta agrupa unas 1500 piezas de Dalí. Otras colecciones significativas se reparten entre el Museo Reina Sofía de Madrid, la Salvador Dalí Gallery de Pacific Palisades (California), el Dalí París de Montmartre (París), o el Dalí Universe de Londres (itinerante), que guardan una amplia colección de dibujos y esculturas.
La sala de exposición más singular de la obra daliniana fue la prisión de Rikers Island, en Nueva York: un boceto de una Crucifixión donada por el autor permaneció colgado durante dieciséis años en el comedor colectivo, antes de ser trasladado a las oficinas de la penitenciaría por su seguridad. El dibujo fue sustraído en 2003 y no ha vuelto a aparecer.
Una muestra del singular poder de la obra de Dalí para congregar a la gente se encuentra en las sucesivas retrospectivas de su obra que se han realizado en diversos museos europeos. Así, el Centro Pompidou de Francia atrajo en 1979 a más de 840 000 personas; y en la temporada 2012-2013 congregó a más de 790 000 visitantes durante los cinco meses que duró otra exposición similar. Estas dos antológicas ostentan el récord de visitantes a una exposición en el citado Centro Pompidou, seguidas por las de Matisse —1993, 734 896 visitantes— y la de Kandinski —2009, 702 905 visitantes—.
En otra exposición en España, la retrospectiva Dalí. Todas las sugestiones poéticas y todas las posibilidades plásticas atrajo a lo largo del verano de 2013 a más de 730 000 personas al Museo Nacional Centro de Arte Reina Sofía en Madrid.

### Museos dedicados en exclusiva a Dalí

#### Gestionados por la Fundación Gala-Salvador Dalí
- Teatro-Museo Dalí (Figueras, España).
- Casa-Museo Salvador Dalí (Cadaqués, España).
- Castillo de Púbol (La Pera, España).

#### En el extranjero
- Salvador Dalí Museum (San Petersburgo, Florida, Estados Unidos).
- Dalí París (París, Francia).
- Dalí. La exposición en Potsdamer Platz (Berlín, Alemania).[121]

## Dalí y el cine
Salvador Dalí mantuvo con el cine una intensa relación, de ello son muestra las colaboraciones con Alfred Hitchcock, Walt Disney y Luis Buñuel.
En su participación cinematográfica hay referentes de sus obras, tales como El asno podrido, Un perro andaluz, El alma, La carretilla de carne y Babaouo. Colaboró con Buñuel en Un perro andaluz, donde se muestra plásticamente materializada la iconografía de El asno podrido con elementos como “la mierda, la sangre y la putrefacción”. Así, evoca imágenes surrealistas como la decepción, el desagrado y la repulsión. También realizó con Buñuel La edad de oro.
Poco después de sus colaboraciones con el director, publicó Babaouo, donde reitera animales muertos o decapitados, de ojos vendados y con un gran pan sobre la cabeza. Las macroestructuras y los elementos gigantescos son una constante de la plástica de Dalí, es decir, camas de quince metros con cipreses yacentes, cucharas gigantescas, grandísimas sábanas colgantes de las fachadas, etcétera. Estos elementos suelen ser recurrentes en numerosos guiones cinematográficos surrealistas. En 1997 Manuel Cussó-Ferrer realizó una película basada en el guion de Salvador Dalí.
Si la obra El alma se hubiera filmado habría sido un precedente al "film neo-místico" en la historia del cine español, con personajes como Santa Teresa y el gusano convertido en mariposa. También se puede ver su huella en una secuencia onírica que elaboró para Spellbound, dirigida por Alfred Hitchcock y que quedó fuera de la edición final por decisión de uno de los productores. Dalí es partícipe a su vez de la película de animación Destino, de Walt Disney. Dispuso para este proyecto un centenar de dibujos, pinturas y guiones, aunque el filme nunca fue estrenado. No obstante, se recreó en 2003 en la Tate Modern.
A pesar de que llevó a cabo pinturas, dibujos, guiones y algunos ensayos relacionados con la cinematografía, muchos de sus trabajos fueron una decepción para el autor, como expuso en su obra Dalí y el cine, en la que describió el séptimo arte como:

Un sueño itinerante capaz de ofrecer nuevas posibilidades.
Salvador Dalí

### Dalí en el cine
- Jean-Christophe Averty y Robert Descharnes. Salvador Dalí, 1970.
- Carlos Saura. Buñuel y la mesa del rey Salomón, 2001.
- 2009: Sin límites, de Paul Morrison. Robert Pattinson interpreta a Salvador Dalí.
- 2011: Midnight in Paris, de Woody Allen. Adrien Brody interpreta a Salvador Dalí.
- 2017: La casa de papel. Las máscaras que utilizan los protagonistas de la serie están basadas en él.[123][124][125]
- 2024: "El Caso Ángelus, La Fascinación de Dalí". Interpretado por Joan Frank Charansonnet.

### Catálogo razonado
- Catálogo razonado de pinturas

### Obras completas
Ediciones Destino y la Fundación Gala-Salvador Dalí han editado las Obras completas de Salvador Dalí en siete volúmenes:
- Volumen I: Textos autobiográficos 1. 2003. ISBN 978-84-233-3569-5.
- Volumen II: Textos autobiográficos 2. 2003. ISBN 978-84-233-3570-1.
- Volumen III: Prosa, teatro, cine y poesía. 2004. ISBN 978-84-233-3626-5.
- Volumen IV: Ensayos I. 2005. ISBN 978-84-233-3779-8.
- Volumen V: Ensayos II. 2005. ISBN 978-84-233-3780-4.
- Volumen VI: Álbum. 2004. ISBN 978-84-233-3627-2.
- Volumen VII: Entrevistas. 2006. ISBN 978-84-233-3880-1.

### Sobre Dalí
- ADES, Dawn (2004). Dalí. Madrid: La esfera de los libros. ISBN 978-84-9734-226-1.
- DALÍ, Salvador (julio de 1993). Vida secreta de Salvador Dalí. Barcelona: Editorial Antártida. ISBN 84-7596-414-1.
- DESCHARNES, Robert; Gilles Néret (2005). Dalí. La obra pictórica. Colonia: Taschen. ISBN 978-3-8228-1213-6.
- GENZMER, Herbert (1998). Dalí und Gala. Der Maler und die Muse. Reinbek: Rowohlt Verlag. ISBN 3-87134-338-2.
- GIBSON, Ian (2002). Salvador Dalí. Stuttgart. ISBN 3-421-05133-X.
- LEAR, Amanda (1985). Dalí – 15 Jahre mit Salvador Dalí. München: Goldmann Verlag. ISBN 3-442-06805-3.
- LLONGUERAS, Luís (2004). Dalí. Barcelona: Ediciones B. ISBN 8466613439.
- SABLER, Linde. Dalí. Londres: Haus Publishing. ISBN 978-1-904341-75-8.
- SCHIEBLER, Ralf (2004). Dalí – Die Wirklichkeit der Träume. München: Prestel Verlag. ISBN 3-7913-2979-0.
- THIOLLET, Jean-Pierre (2008). Carré d'Art: Salvador Dalí. Paris: Anagramme Ed. ISBN 978 2 35035 189 6.
- WEIDEMANN, Christiane (2007). Salvador Dalí. Reihe LIVING ART. München: Prestel Verlag. ISBN 978-3-7913-3815-6.